# Charroux (Allier)
Pour les articles homonymes, voir Charroux.
Charroux est une commune française, située dans le département de l'Allier en région d'Auvergne-Rhône-Alpes.

## Géographie

### Localisation
Charroux est située au sud du département de l'Allier, entre les rivières  Sioule et Bouble, à 21 km à vol d'oiseau au nord-ouest de Vichy, 10 km au nord de Gannat et 16 km au sud-sud-est de Saint-Pourçain-sur-Sioule.
Six communes sont limitrophes de Charroux :
| Taxat-Senat               |          | Ussel-d'Allier          |
| Naves                     | Charroux | Saint-Germain-de-Salles |
| Saint-Bonnet-de-Rochefort |          | Jenzat                  |

### Géologie et relief
La commune s'étend sur 1 043 hectares ; son altitude varie entre 291 et 426 mètres.

### Transports

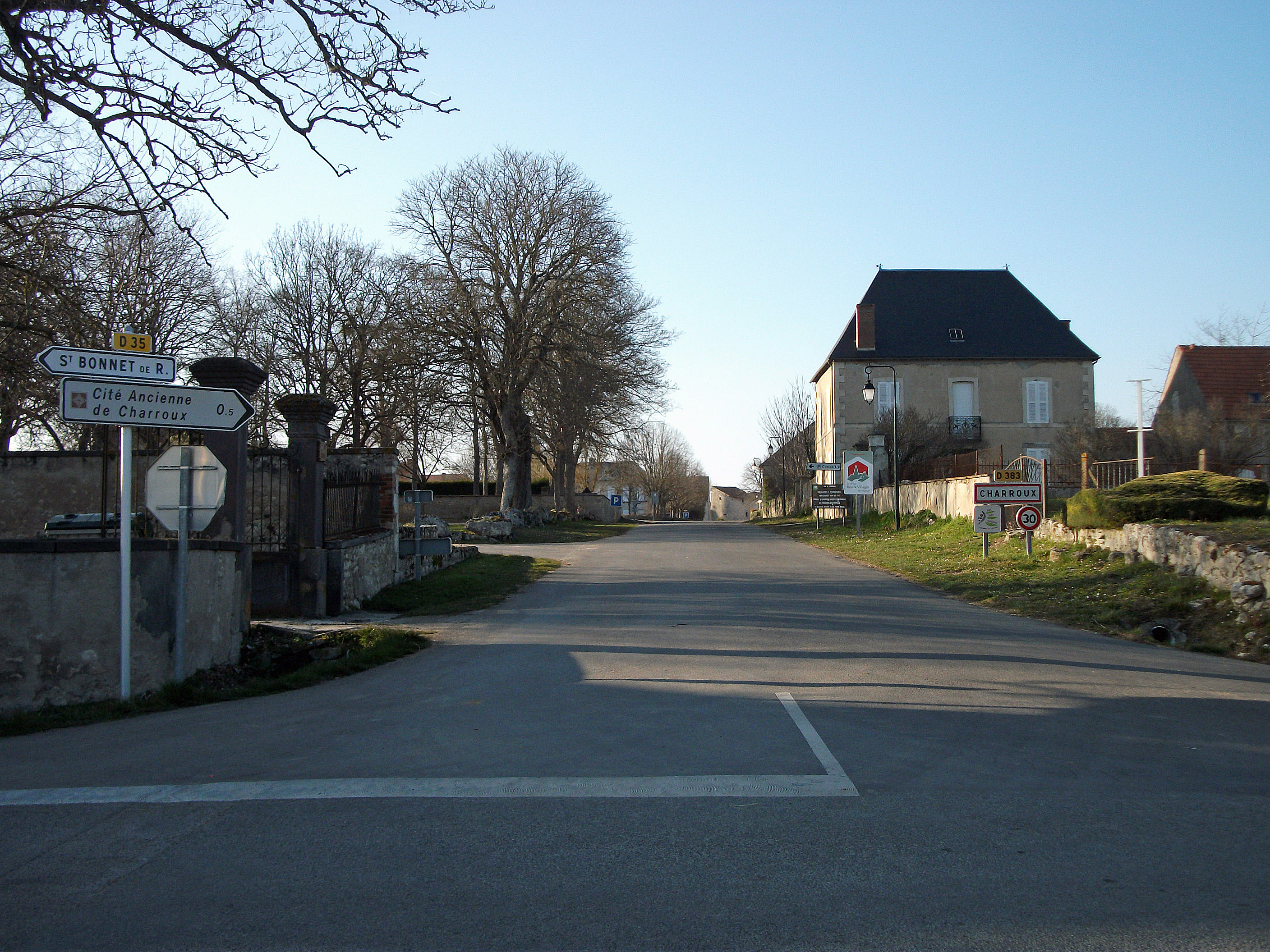
Entrée principale de Charroux par la D 383.

Le village de Charroux est accessible par la route départementale 35, en venant d'Ébreuil ou de Saint-Bonnet-de-Rochefort au sud-ouest, ou de Gannat, de Chantelle ou d'Étroussat au nord-est. C'est de cette route que l'on entre dans le village, par la route départementale 383. Plus au nord, une D 183 relie Naves, à l'ouest, à Taxat-Senat au nord, via le centre-bourg.
La D 42 longe la frontière communale avec Taxat-Senat, Ussel-d'Allier et Saint-Germain-de-Salles.

### Climat
Pour des articles plus généraux, voir Climat d'Auvergne-Rhône-Alpes et Climat de l'Allier.
En 2010, le climat de la commune est de type climat océanique dégradé des plaines du Centre et du Nord, selon une étude du CNRS s'appuyant sur une série de données couvrant la période 1971-2000. En 2020, Météo-France publie une typologie des climats de la France métropolitaine dans laquelle la commune est exposée à un climat de montagne ou de marges de montagne et est dans la région climatique Nord-est du Massif Central, caractérisée par une pluviométrie annuelle de 800 à 1 200 mm, bien répartie dans l’année.
Pour la période 1971-2000, la température annuelle moyenne est de 10,7 °C, avec une amplitude thermique annuelle de 16,1 °C. Le cumul annuel moyen de précipitations est de 727 mm, avec 9,7 jours de précipitations en janvier et 6,9 jours en juillet. Pour la période 1991-2020, la température moyenne annuelle observée sur la station météorologique de Météo-France la plus proche, « Chareil-Cintrat_sapc », sur la commune de Chareil-Cintrat à 10 km à vol d'oiseau, est de 11,9 °C et le cumul annuel moyen de précipitations est de 676,1 mm,. Pour l'avenir, les paramètres climatiques de la commune estimés pour 2050 selon différents scénarios d'émission de gaz à effet de serre sont consultables sur un site dédié publié par Météo-France en novembre 2022.

## Urbanisme

### Typologie
Au 1er janvier 2024, Charroux est catégorisée commune rurale à habitat dispersé, selon la nouvelle grille communale de densité à 7 niveaux définie par l'Insee en 2022.
Elle est située hors unité urbaine et hors attraction des villes,.

### Occupation des sols

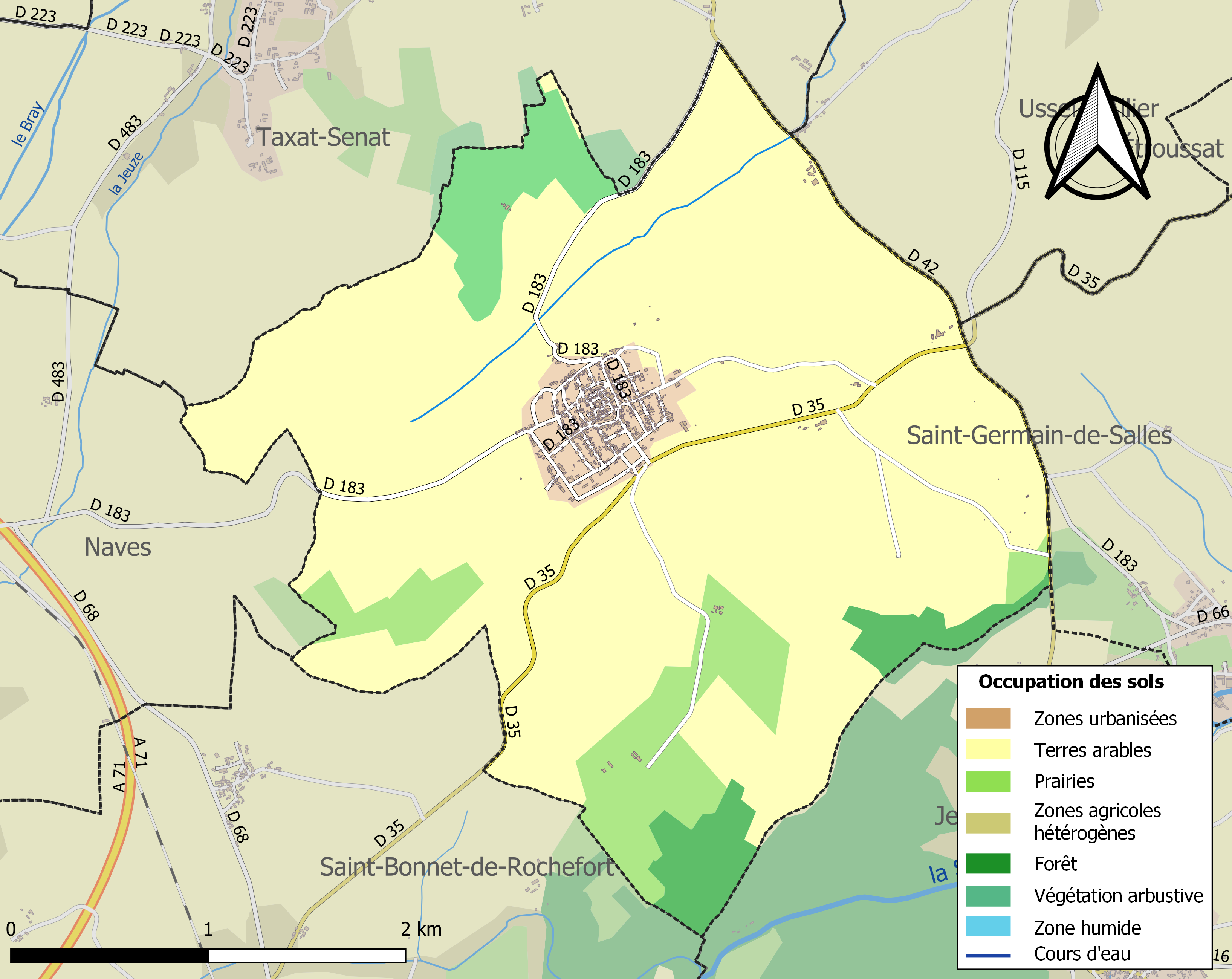
Carte des infrastructures et de l'occupation des sols de la commune en 2018 (CLC).

L'occupation des sols de la commune, telle qu'elle ressort de la base de données européenne d’occupation biophysique des sols Corine Land Cover (CLC), est marquée par l'importance des territoires agricoles (87,6 % en 2018), en diminution par rapport à 1990 (89 %). La répartition détaillée en 2018 est la suivante : 
terres arables (79 %), prairies (8,6 %), zones urbanisées (4,4 %), forêts (4,1 %), milieux à végétation arbustive et/ou herbacée (3,9 %).
L'IGN met par ailleurs à disposition un outil en ligne permettant de comparer l’évolution dans le temps de l’occupation des sols de la commune (ou de territoires à des échelles différentes). Plusieurs époques sont accessibles sous forme de cartes ou photos aériennes : la carte de Cassini (XVIIIe siècle), la carte d'état-major (1820-1866) et la période actuelle (1950 à aujourd'hui).

## Toponymie
Charroux vient du mot bourbonnais du Croissant Charros. La commune fait, en effet, partie du Croissant, zone où se rejoignent et se mélangent la langue occitane et la langue d'oïl.

## Histoire
Des fouilles archéologiques ont montré la présence d'objets datant de l'âge de bronze et en particulier un magnifique pendeloque montrant l'astre solaire posé sur une barque tirée par deux oiseaux.
Charroux fut, du XIIe au XVIe siècle, une importante place affranchie (1245) et fortifiée par les sires de Bourbon, devenus par la suite ducs de Bourbonnais et d'Auvergne. La cité comportait alors, à l’extérieur de l'enceinte médiévale, deux établissements religieux de moines-soldats : l'une, préceptorie templière ; l'autre, relevant de l'ordre de Saint-Antoine de Viennois, puis remis entre les mains des bénédictines qui y installèrent une école de filles ; l'ensemble des bâtiments de ce deuxième établissement furent rasés par la municipalité au début des années 1960 pour faire place à un parking. La ville de Charroux comportait alors deux paroisses et cinq lieux de culte. De cette gloire passée sont conservés l’église Saint-Jean-Baptiste au curieux clocher tronqué (XIIe siècle), deux portes de ville, deux tours de défense, hélas tronquées, quelques lambeaux de rempart, quelques bâtiments remarquables, notamment une maison à colombages qui comporte des éléments du XIVe siècle, des rues pavées. L’étonnante configuration des rues et des quartiers est centrée sur une place circulaire dite la « Cour des Dames », comportant la maison prévôtale.
La cité connut un premier déclin après la crise de la fin du Moyen Âge et les guerres de Religion. À l'écart de la route qui conduisait de Clermont à Paris, elle ne pouvait plus jouer le rôle politique qu'elle avait eu au temps des sires de Bourbon et ducs de Bourbonnais. Elle devint un gros village, dont l'activité principale était la viticulture jusqu'à la crise du phylloxéra à la fin du XIXe siècle. Charroux était alors liée au vignoble de Saint-Pourçain, mais n'appartient pas aujourd'hui à cette zone de production. De cette époque restent notamment de belles propriétés bourgeoises ou agricoles aux façades austères mais imposantes, des granges aux belles proportions, de très nombreuses caves voûtées, une halle publique, un superbe belvédère. Le musée local conserve de nombreux témoignages de cette fonction agricole et du passé de la cité médiévale.
Charroux possédait anciennement deux paroisses (Saint-Jean, dont l'église subsiste, et Saint-Sébastien, qui se trouvait à l'ouest de la cité, à proximité du belvédère actuel, et qui a disparu).
L'originalité de Charroux tient à son caractère de village groupé qui contraste avec l'aspect beaucoup plus lâche et dispersé de l'habitat environnant. Toutefois, même à l'apogée de son rayonnement au XIIIe siècle, les fonctions urbaines de Charroux furent limitées, notamment dans les domaines religieux et judiciaire. L'histoire de Charroux au Moyen Âge ne peut être séparée de celle du Bourbonnais : elle n'est pas une anomalie, mais le résultat des rapports de pouvoir entre les sires de Bourbon, les structures ecclésiastiques, les ordres souverains et les familles aux XIIe et XIIIe siècles. Le bâti se révéla ensuite adapté à l'activité agricole et viticole prédominante, malgré de nombreuses constructions et reconstructions qui réutilisaient fréquemment les structures préexistantes.
Charroux devient chef-lieu de canton sous la Révolution (1793), mais fait partie à partir de 1801 du canton de Chantelle.
La crise du phylloxéra puis la Première Guerre mondiale furent la cause d'un nouveau déclin qui s'est traduit par une perte importante de population, comme dans toutes les campagnes bourbonnaises. Depuis l'issue de la Seconde Guerre mondiale, l'urbanisation organisée des populations explique la poursuite du déclin démographique de la cité qui ne comporte plus que 300 habitants sédentaires en 2011. Le tourisme constitue aujourd'hui le dernier pôle d'activité du village, marqué aussi par l'implantation de retraités.

### Les Templiers et les Hospitaliers
Une préceptorie templière dite de « La Marche », puis lors de la dévolution des biens de l'ordre du Temple une commanderie hospitalière des Hospitaliers de l'ordre de Saint-Jean de Jérusalem.

## Politique et administration

### Découpage territorial
Par arrêté préfectoral du 2 janvier 2024, la commune est retirée le 1er janvier 2024 de l'arrondissement de Moulins et rattachée à l'arrondissement de Vichy.

### Liste des maires
| Période                                  | Période                      | Identité                   | Étiquette                    | Qualité                                                     |
| ---------------------------------------- | ---------------------------- | -------------------------- | ---------------------------- | ----------------------------------------------------------- |
| Les données manquantes sont à compléter. |                              |                            |                              |                                                             |
| 1831                                     | ?                            | Étienne Boirot (1779-1849) | Gauche Opposition dynastique | Propriétaire Conseiller d'arrondissement Député (1834-1839) |
| mars 2001                                | mars 2008                    | Jean-Claude Robert         |                              |                                                             |
| mars 2008                                | En cours (au 8 juillet 2020) | Jacques Gilibert           | DVD                          | Fonctionnaire réélu en avril 2014 et en 2020                |

## Population et société

### Démographie
L'évolution du nombre d'habitants est connue à travers les recensements de la population effectués dans la commune depuis 1793. Pour les communes de moins de 10 000 habitants, une enquête de recensement portant sur toute la population est réalisée tous les cinq ans, les populations de référence des années intermédiaires étant quant à elles estimées par interpolation ou extrapolation. Pour la commune, le premier recensement exhaustif entrant dans le cadre du nouveau dispositif a été réalisé en 2005.

En 2022, la commune comptait 340 habitants, en évolution de −6,08 % par rapport à 2016 (Allier : −1,38 %, France hors Mayotte : +2,11 %).
| 1793  | 1800  | 1806  | 1821  | 1831  | 1836  | 1841  | 1846  | 1851  |
| ----- | ----- | ----- | ----- | ----- | ----- | ----- | ----- | ----- |
| 1 415 | 1 535 | 1 606 | 1 582 | 1 739 | 1 669 | 1 640 | 1 686 | 1 718 |

| 1856  | 1861  | 1866  | 1872  | 1876  | 1881  | 1886  | 1891  | 1896  |
| ----- | ----- | ----- | ----- | ----- | ----- | ----- | ----- | ----- |
| 1 604 | 1 497 | 1 439 | 1 437 | 1 376 | 1 322 | 1 298 | 1 326 | 1 153 |

| 1901  | 1906  | 1911  | 1921 | 1926 | 1931 | 1936 | 1946 | 1954 |
| ----- | ----- | ----- | ---- | ---- | ---- | ---- | ---- | ---- |
| 1 068 | 1 061 | 1 003 | 746  | 701  | 642  | 566  | 536  | 465  |

| 1962 | 1968 | 1975 | 1982 | 1990 | 1999 | 2005 | 2006 | 2010 |
| ---- | ---- | ---- | ---- | ---- | ---- | ---- | ---- | ---- |
| 427  | 427  | 387  | 352  | 324  | 330  | 357  | 374  | 386  |

| 2015 | 2020 | 2022 | - | - | - | - | - | - |
| ---- | ---- | ---- | - | - | - | - | - | - |
| 367  | 346  | 340  | - | - | - | - | - | - |

### Enseignement
Charroux dépend de l'académie de Clermont-Ferrand et gère une école élémentaire publique.

## Culture locale et patrimoine

### Lieux et monuments

#### L'égliseSaint-Jean-Baptiste
Bien que la commune de Charroux fasse aujourd’hui partie du département de l’Allier, du point de vue culturel, elle appartenait au monde occitan comme l’ensemble de l’Auvergne. C’est pourquoi son territoire faisait partie du diocèse de Clermont (Clermont-Ferrand aujourd'hui). L’église Saint-Jean-Baptiste obéissait au commandeur de la Marche, ordre de Saint-Jean-de-Jérusalem, situé à deux kilomètres au nord.
Cette église ne présente rien que de très classique dans son orientation vers l’est et dans sa forme en croix, sauf à souligner que les bras du transept sont peu saillants. Sur le plan ci-joint, l’opposition apparaît marquée entre le chœur roman avec ses absidioles (en noir) et le reste de l’édifice : comme il était de tradition, c’est par lui qu’avait commencé la construction dans la première moitié du XIIe siècle. La nef à quatre travées est épaulée de bas-côtés, ce qui dénote une importance certaine dans la hiérarchie. Son style tient à la fois du roman et du gothique. Roman son berceau en arc brisé soutenu par quatre doubleaux assez épais retombant sur des colonnes engagées ; roman encore les bas-côtés voûtés d’arête séparés aussi par des doubleaux. Mais gothique est la croisée du transept couverte par une voûte d’ogive. Les chapiteaux ornés de feuillages annoncent aussi le gothique.

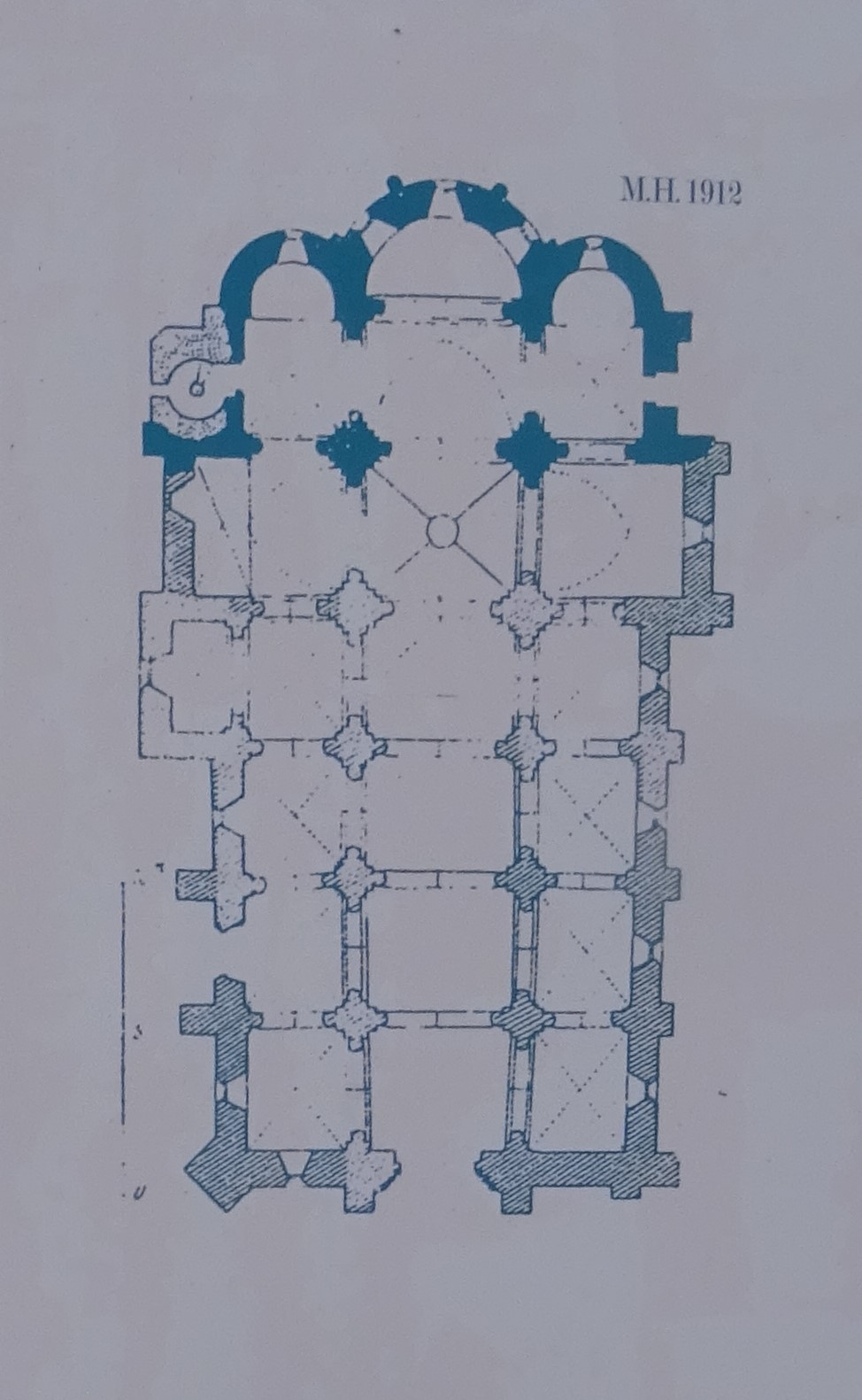
Plan de l'église Saint-Jean-Baptiste
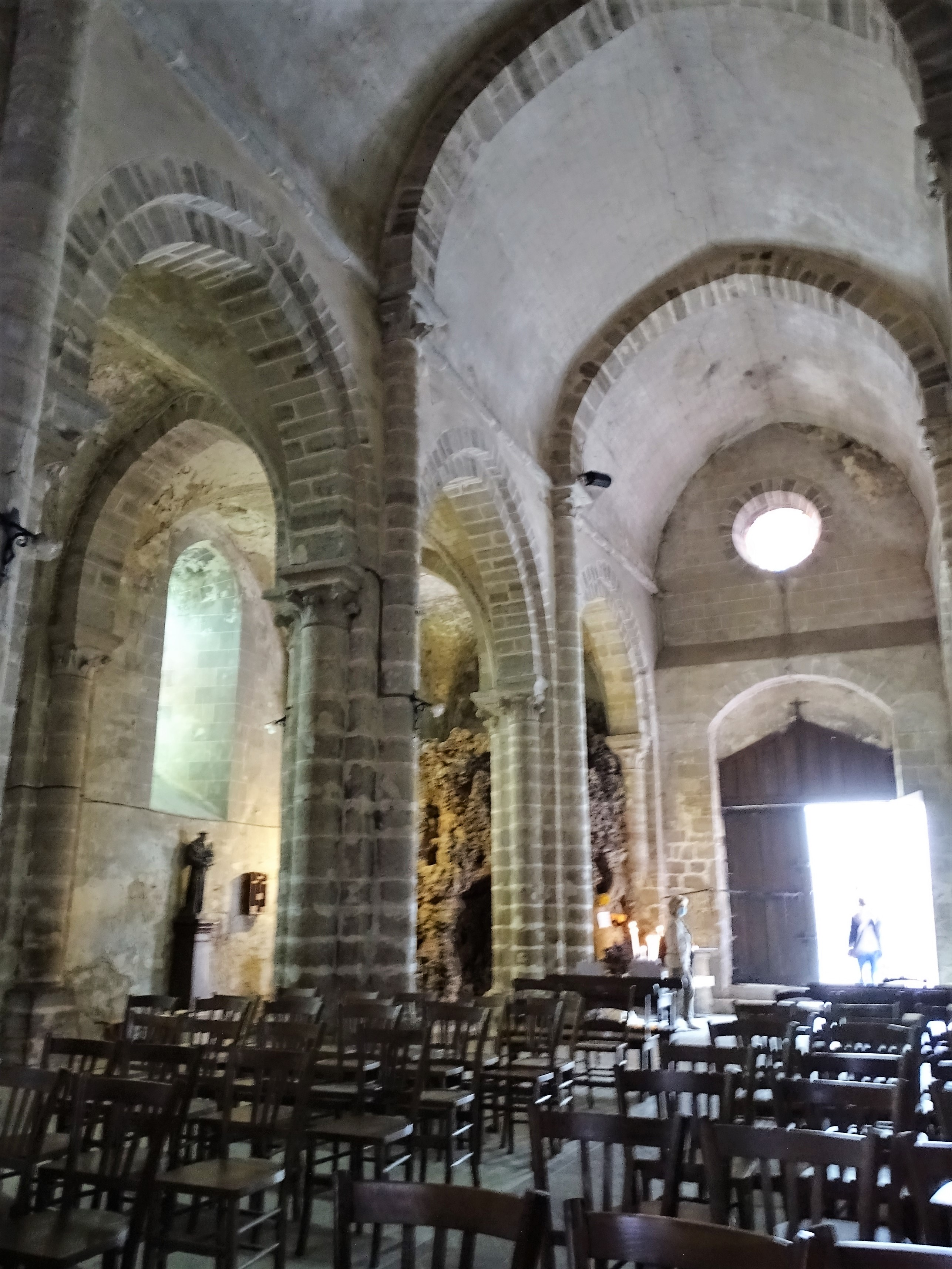
Église Saint-Jean-Baptiste nef et bas-côté gauche
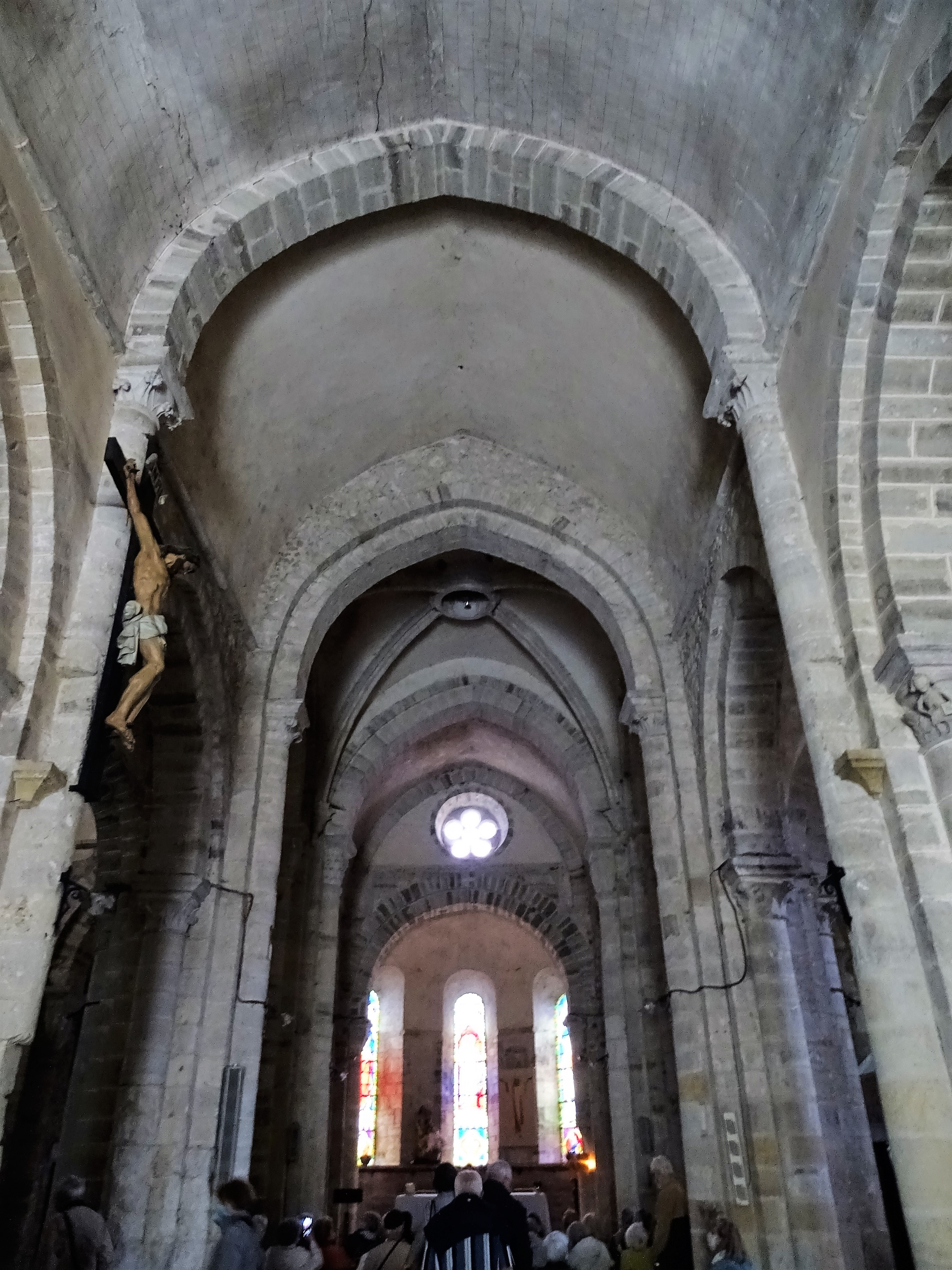
Église Saint-Jean-Baptiste intérieur côté abside
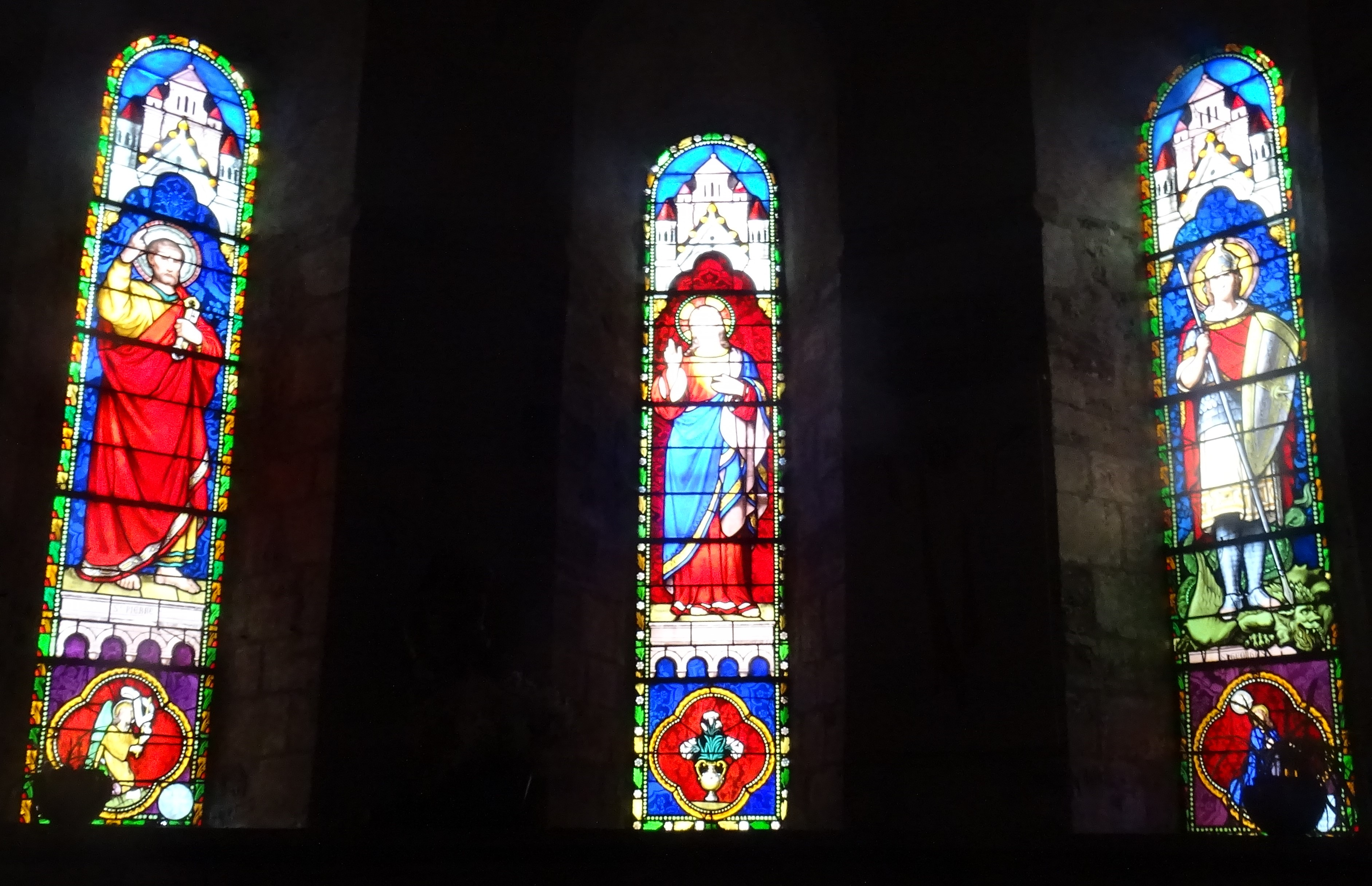
Vitraux de l'abside
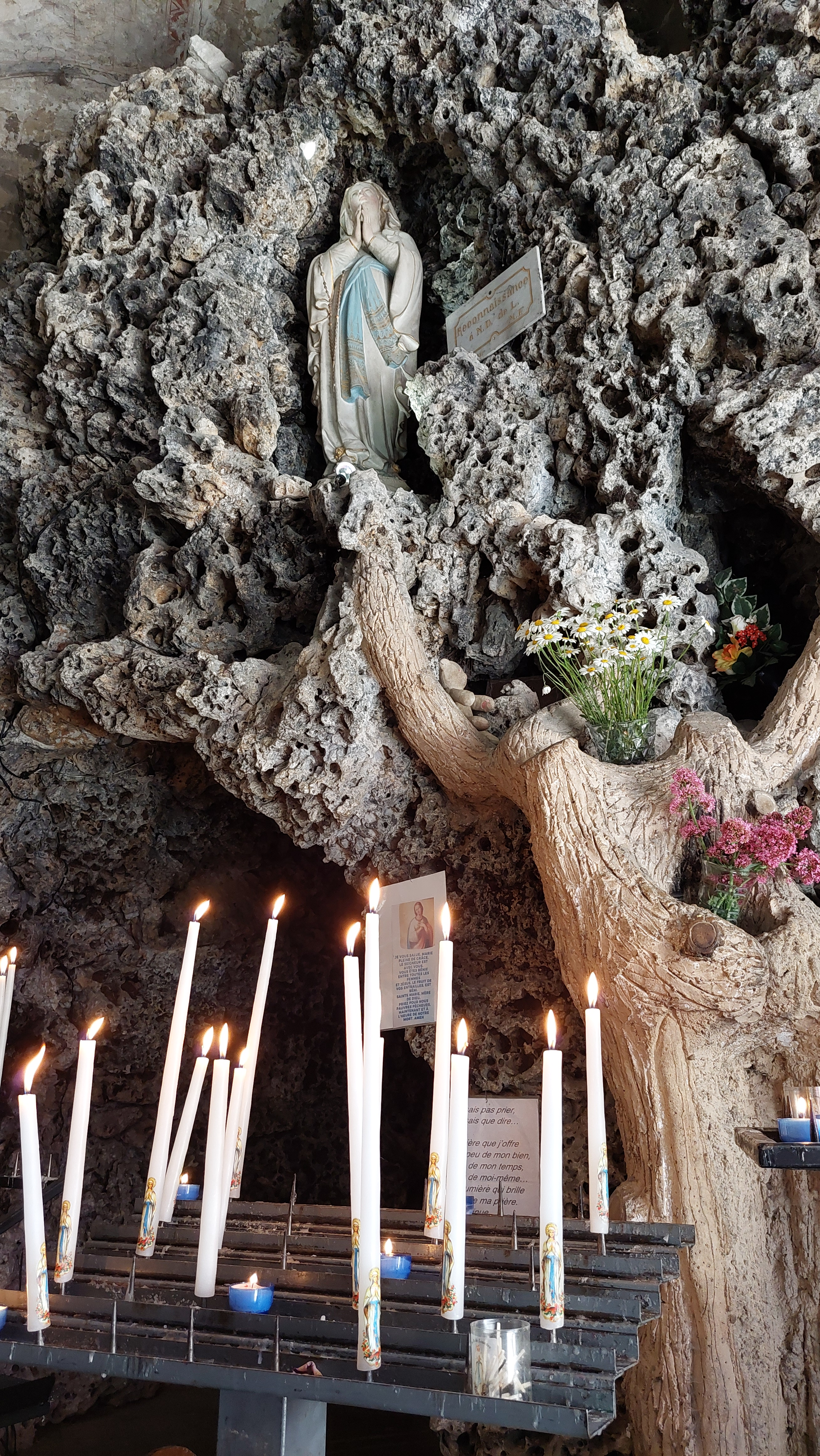
Grotte de Lourdes reconstituée
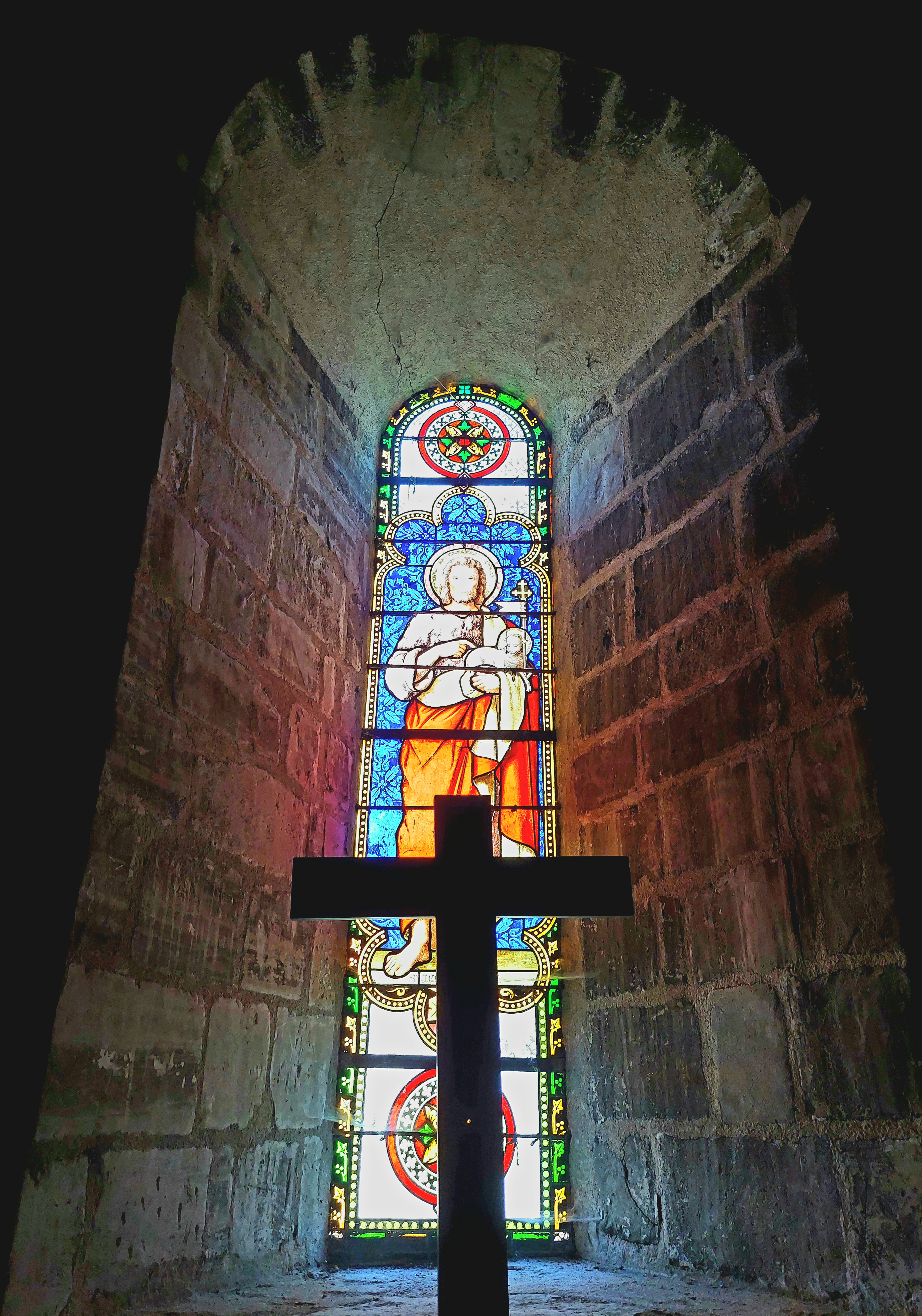
Agnus Dei - Chapelle latérale

A l’extérieur les murs latéraux soutenus par des contreforts et percés de fenêtres offrent peu de fantaisie. En revanche, la façade austère est éclairée par un magnifique portail. Il « s’ouvre sous un arc brisé souligné par trois voussures retombant sur des colonnes dont les chapiteaux à crochets simples mais élégants annoncent le début de l’époque gothique. Le tympan présente cinq festons soulignés par une moulure ». On s’interroge sur l’époque où le clocher a été amputé de sa partie supérieure d’où son aspect tronqué. Par chance il a conservé, au-dessus de sa base en massif carré un niveau supérieur octogonal éclairé de huit fenêtres gothiques présentant deux lancettes et un quadrilobe, le tout finement sculpté.

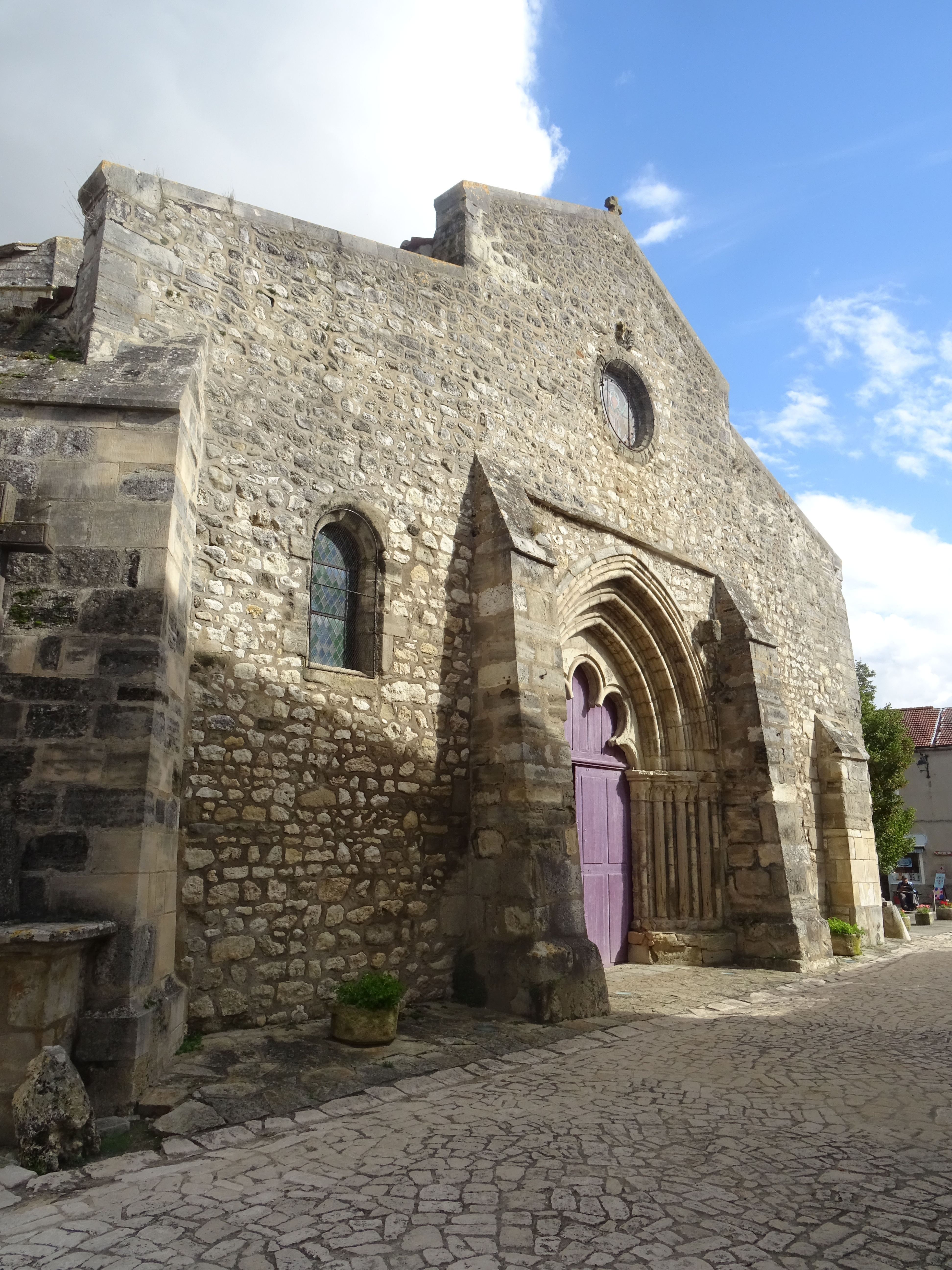
Façade de l'église Saint-Jean-Baptiste
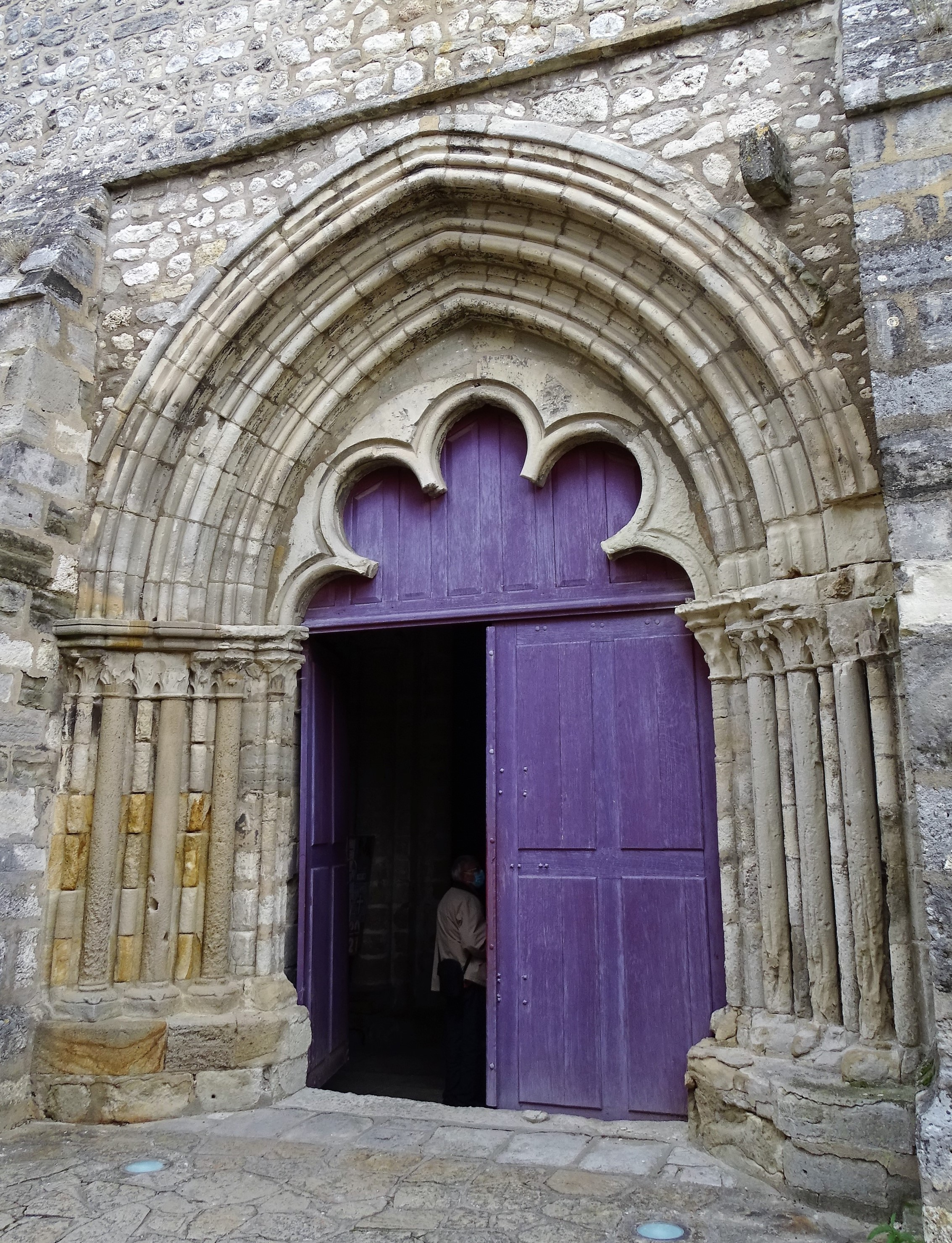
Portail de l'église
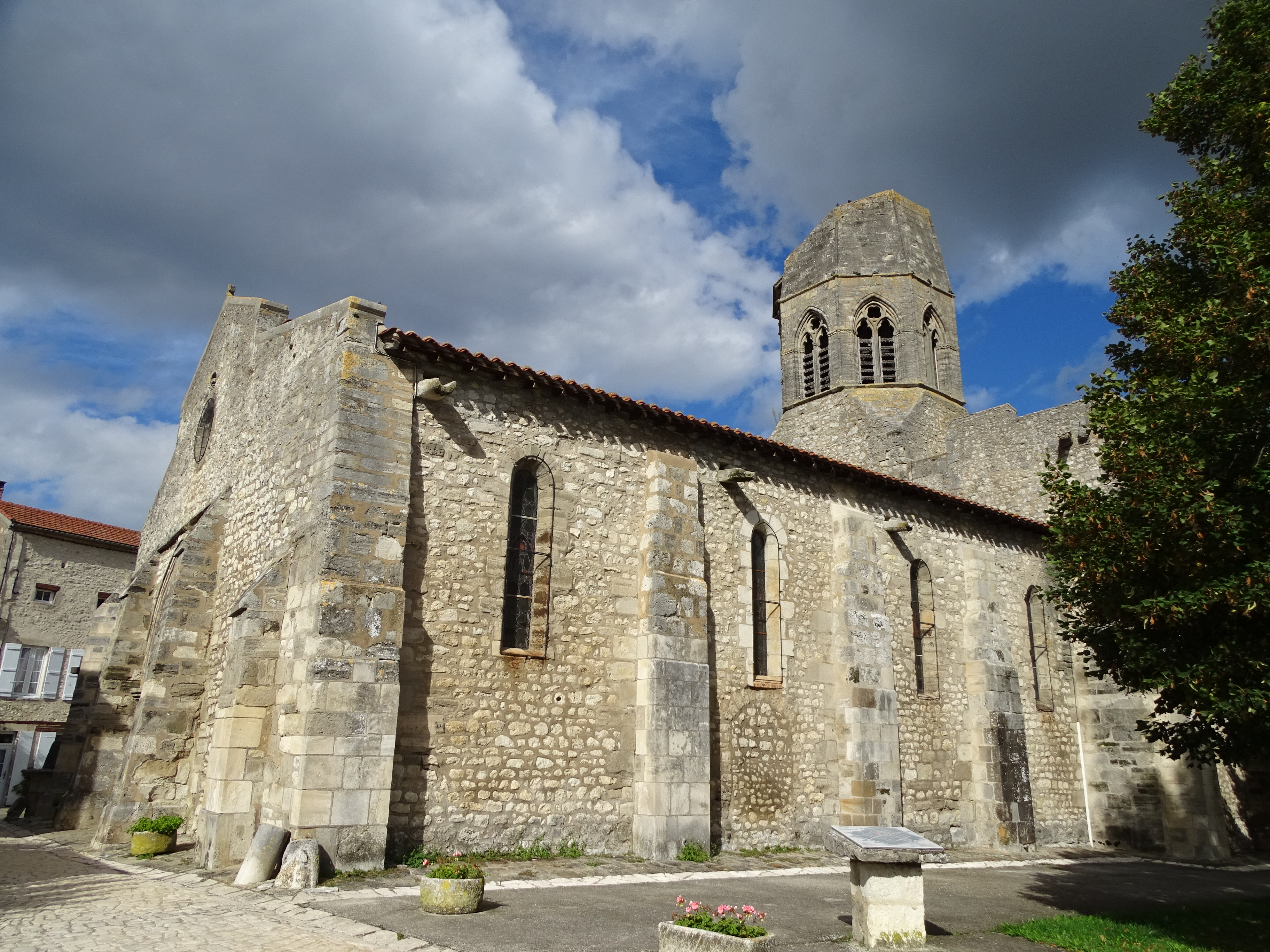
Église Saint-Jean-Baptiste mur sud
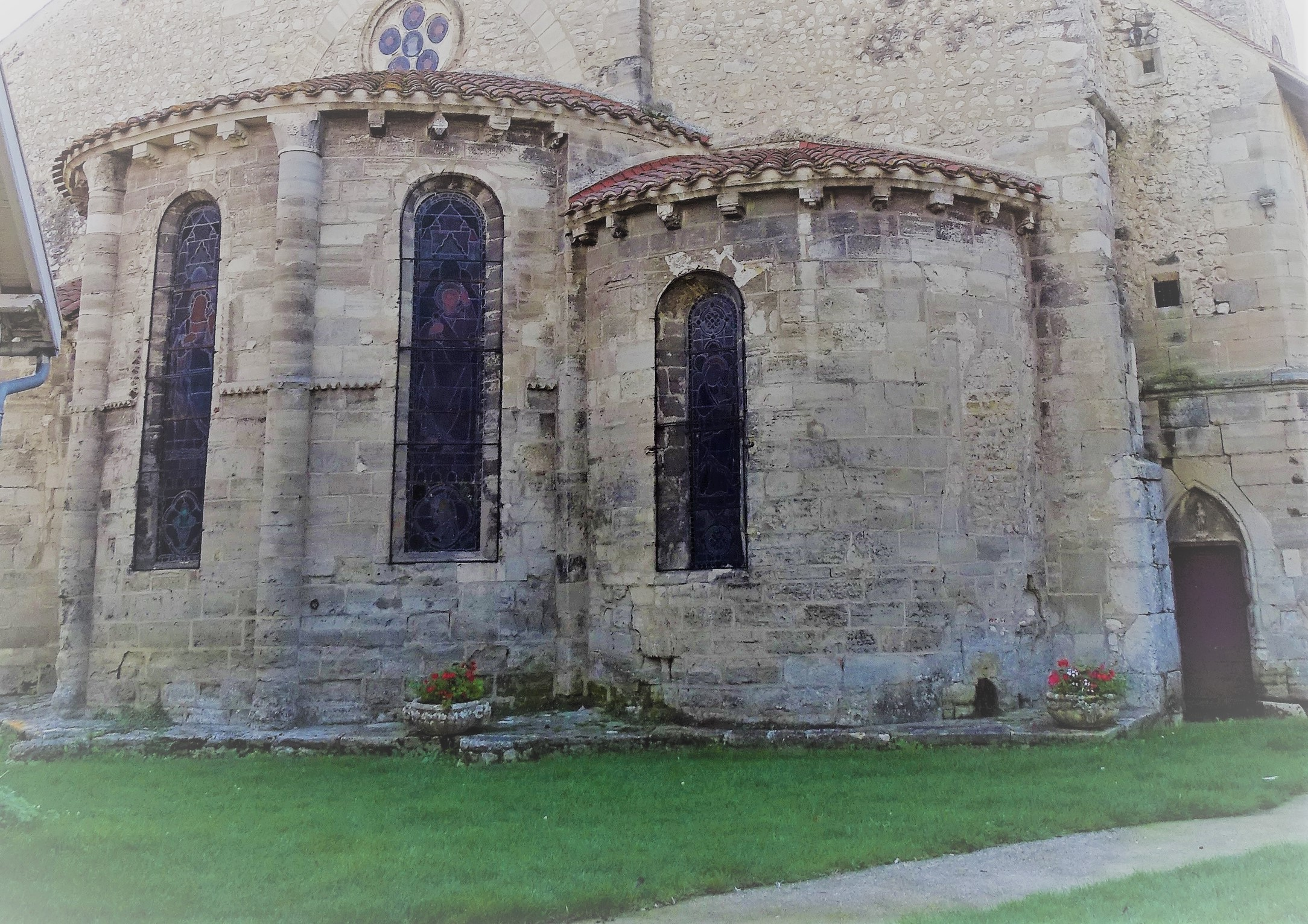
Absidioles de Saint-Jean-Baptiste
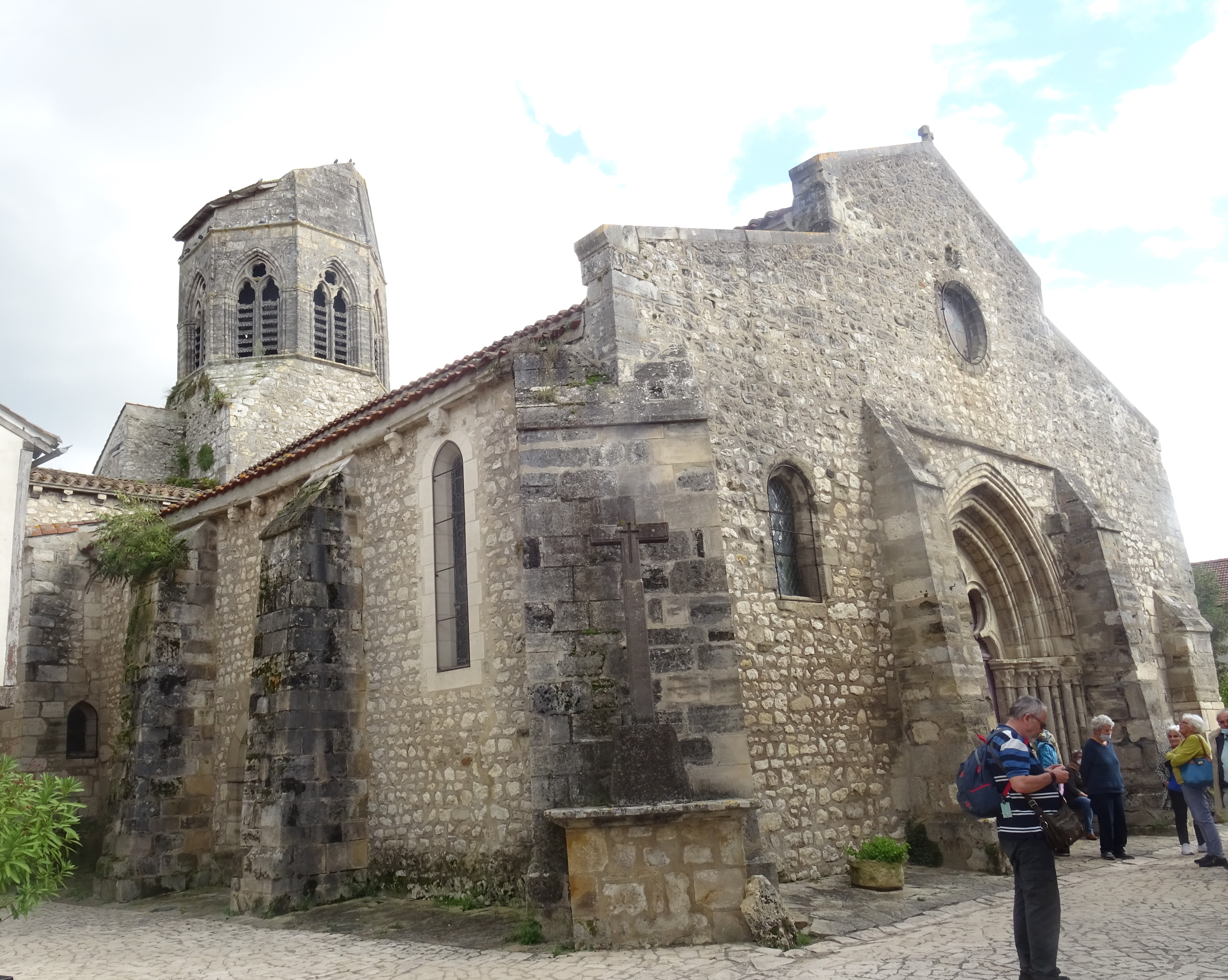
Église Saint-Jean-Baptiste façade et côté nord
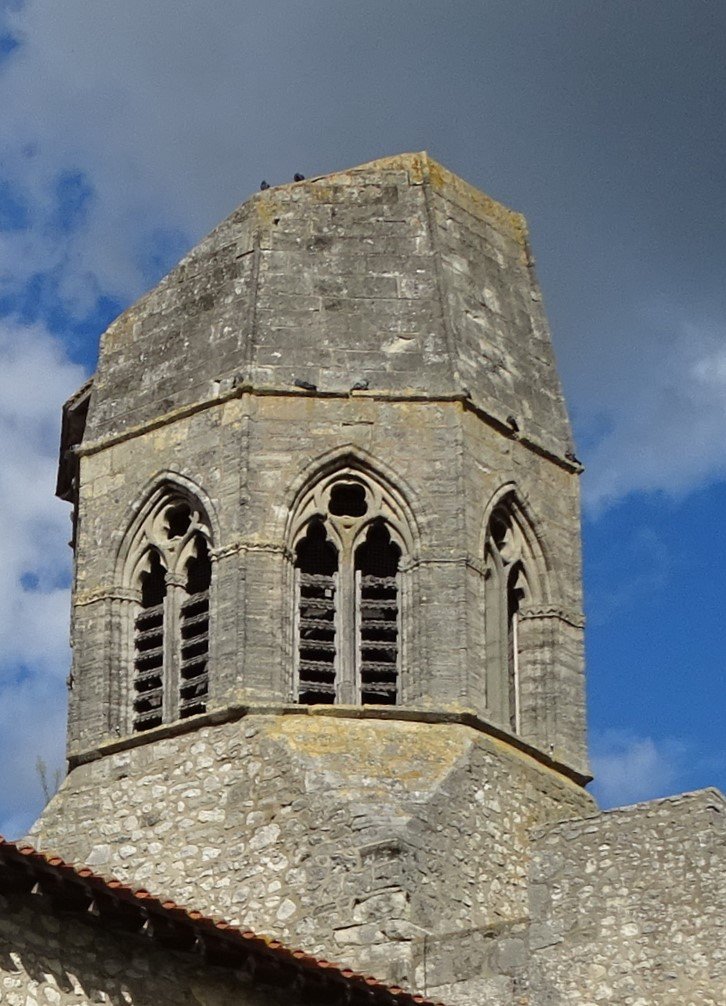
Clocher de Saint-Jean-Baptiste

L’église Saint-Jean-Baptiste mérite aussi une étude particulière du fait qu’elle a tenu un rôle de premier plan dans l’histoire de Charroux à commencer par le côté défensif. Implantée à l’intérieur de la première muraille, elle faisait partie sur le côté sud du système de fortifications. Les seuls vestiges importants conservés de ce rempart sur une soixantaine de mètres vers l’est sont dans le prolongement de ce mur sud. La base trapue du clocher correspondait au beffroi et lorsque, en 1766, la sénéchaussée de Moulins somme l’assemblée municipale d’en faire réparation, celle-ci ne fait aucune difficulté à assumer cette charge quitte à rappeler que l’entretien du clocher, dont ce beffroi forme la base, n’est pas de son ressort. Sur le plan économique, c’est à l’intérieur de l’église qu’étaient disposées les mesures servant d’étalons pour le blé. Dans la vie de la communauté, toute bonne famille se devait d’être représentée à l’intérieur de l’association des communalistes, fondée au départ en 1439 par le nombreux groupe de prêtres séculiers chargés de la desserte de l’église.
La commune adhère à l'association « Les Plus Beaux Villages de France ».

#### Mur interne
Chargé de mieux protéger le cœur de la cité, il daterait du XIVe siècle et serait ainsi contemporain des protections renforcées qui se multipliaient à cette époque par exemple dans la région lyonnaise sous
le nom de vingtains. Il devait être par la suite adapté au développement des armes à feu. Nous en ont été conservées la soixantaine de mètres entre la poste et l’église ainsi que la Tour dite de la prison qui a d’ailleurs très peu servi à cet usage au profit d’autres lieux de sûreté. Poursuivant vers l’ouest au-delà de
Saint-Jean-Baptiste, nous parvenons à la Tour de l’Horloge. Elle est plus connue sous cette appellation que l’ancienne porte située à cet endroit. Le fait est en lui-même significatif. « Pour les Charlois, comme pour tous les autres habitants des villes, celle-ci était chérie comme un véritable trésor ». La hauteur de la tour la rendait plus visible à distance. Il a fallu engager de fortes dépenses pour l’entretien de son mécanisme. Les archives en ont gardé de nombreux témoignages. La dernière transformation remonte à 1982 : le mouvement électrique installé en 1913 a alors été remplacé par un système électronique. Le cadran solaire ajoute sa valeur symbolique de la mesure du temps.

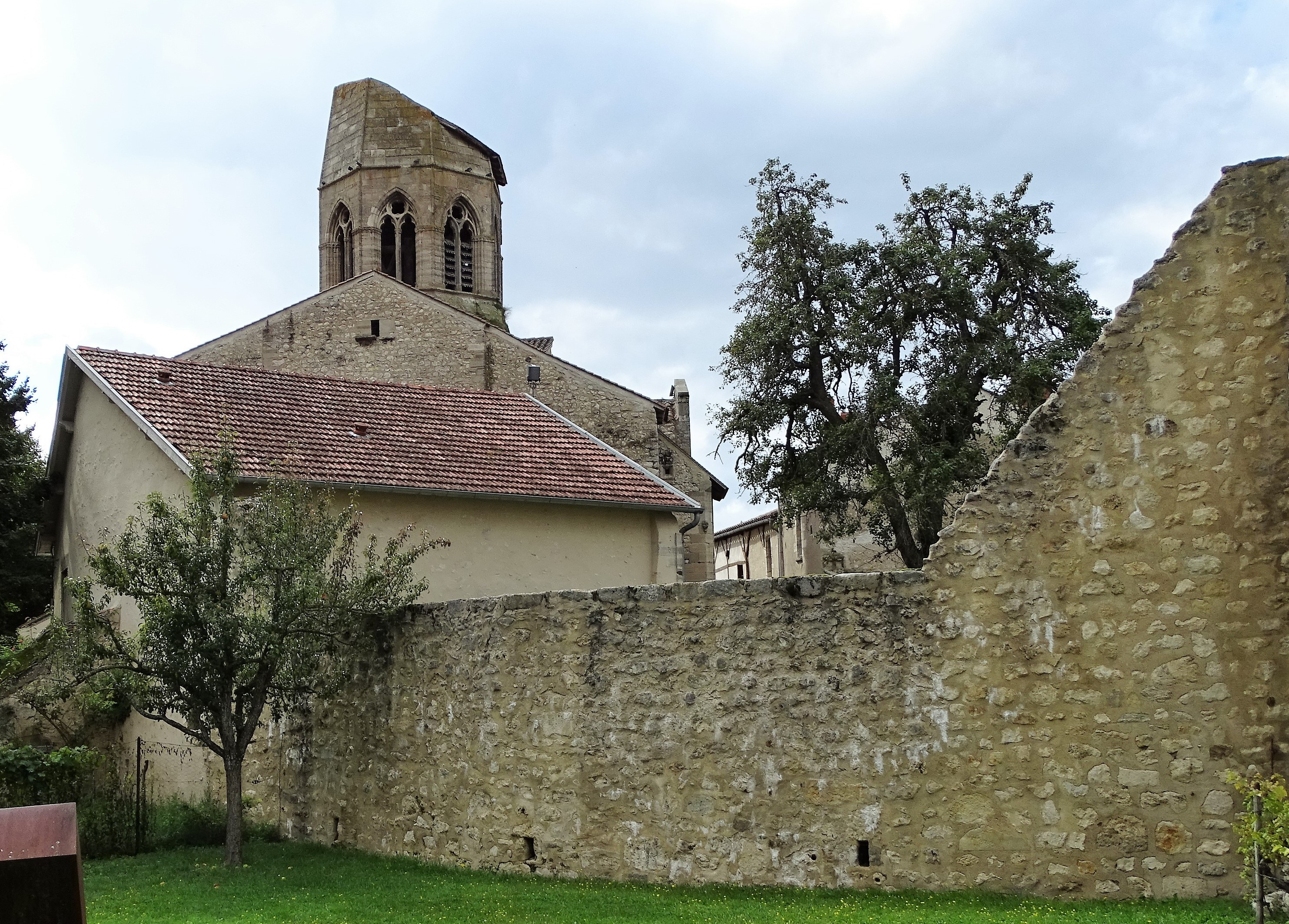
Mur interne de Charroux
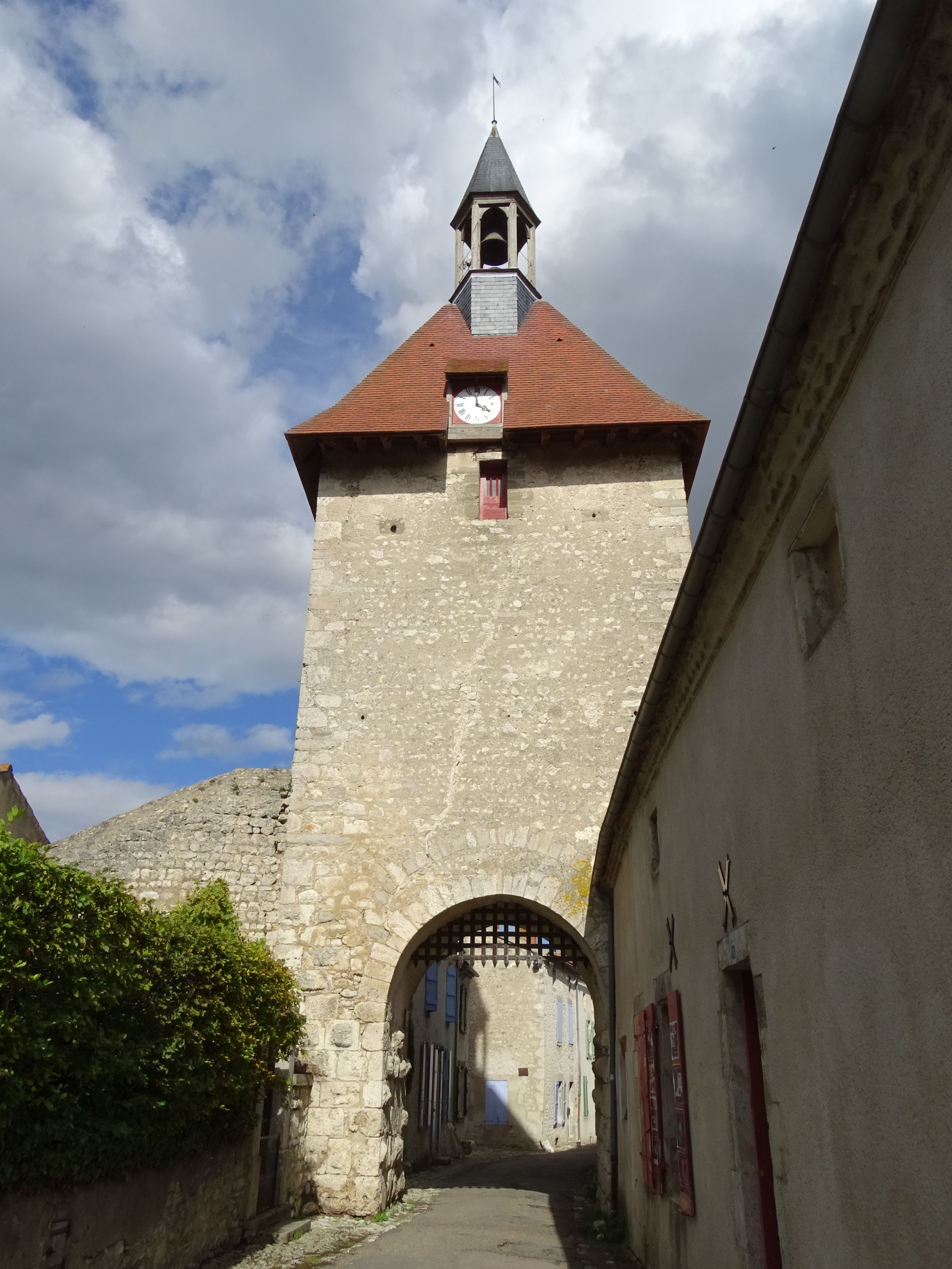
Porte de l'horloge
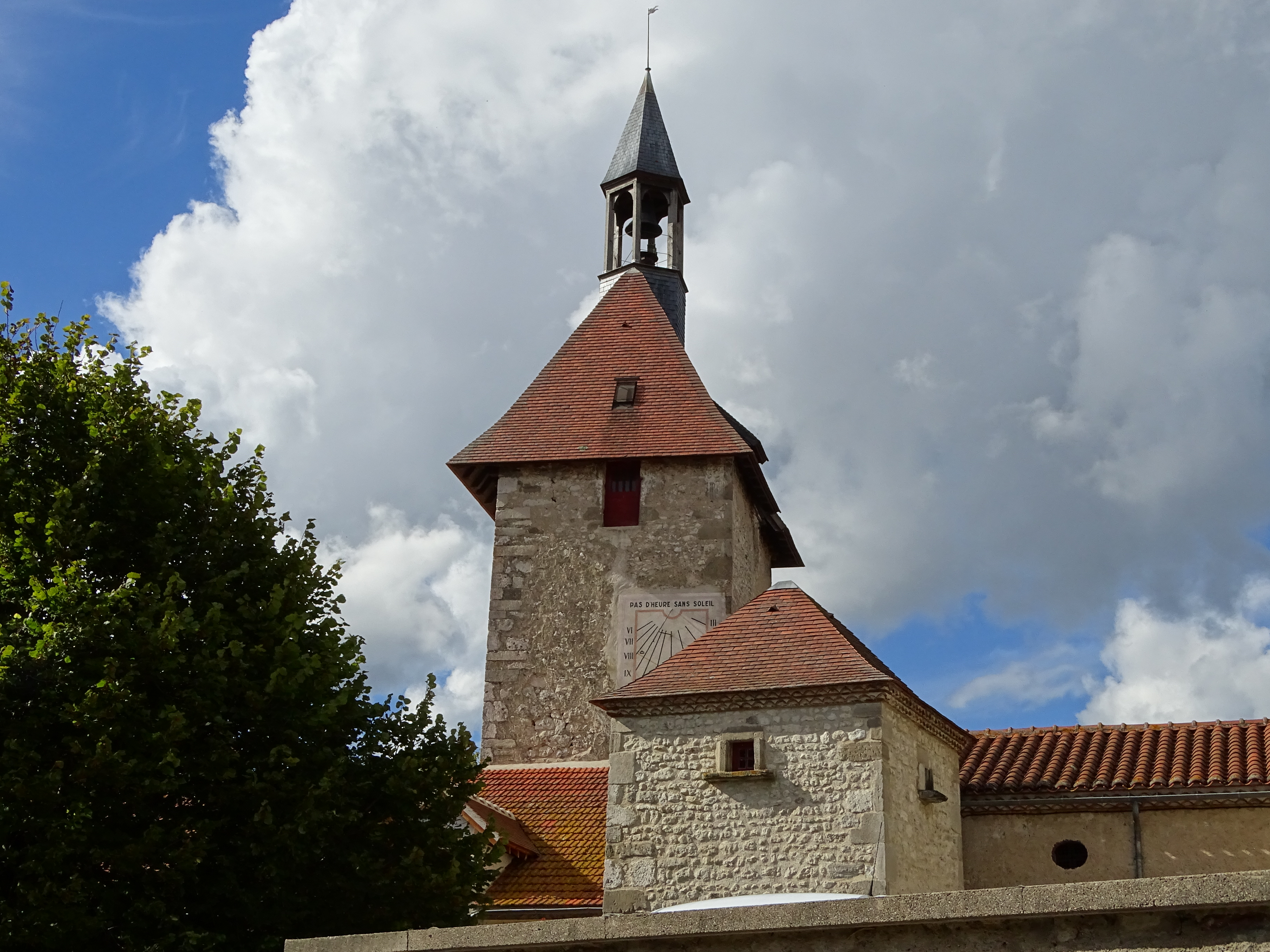
Porte de l'horloge
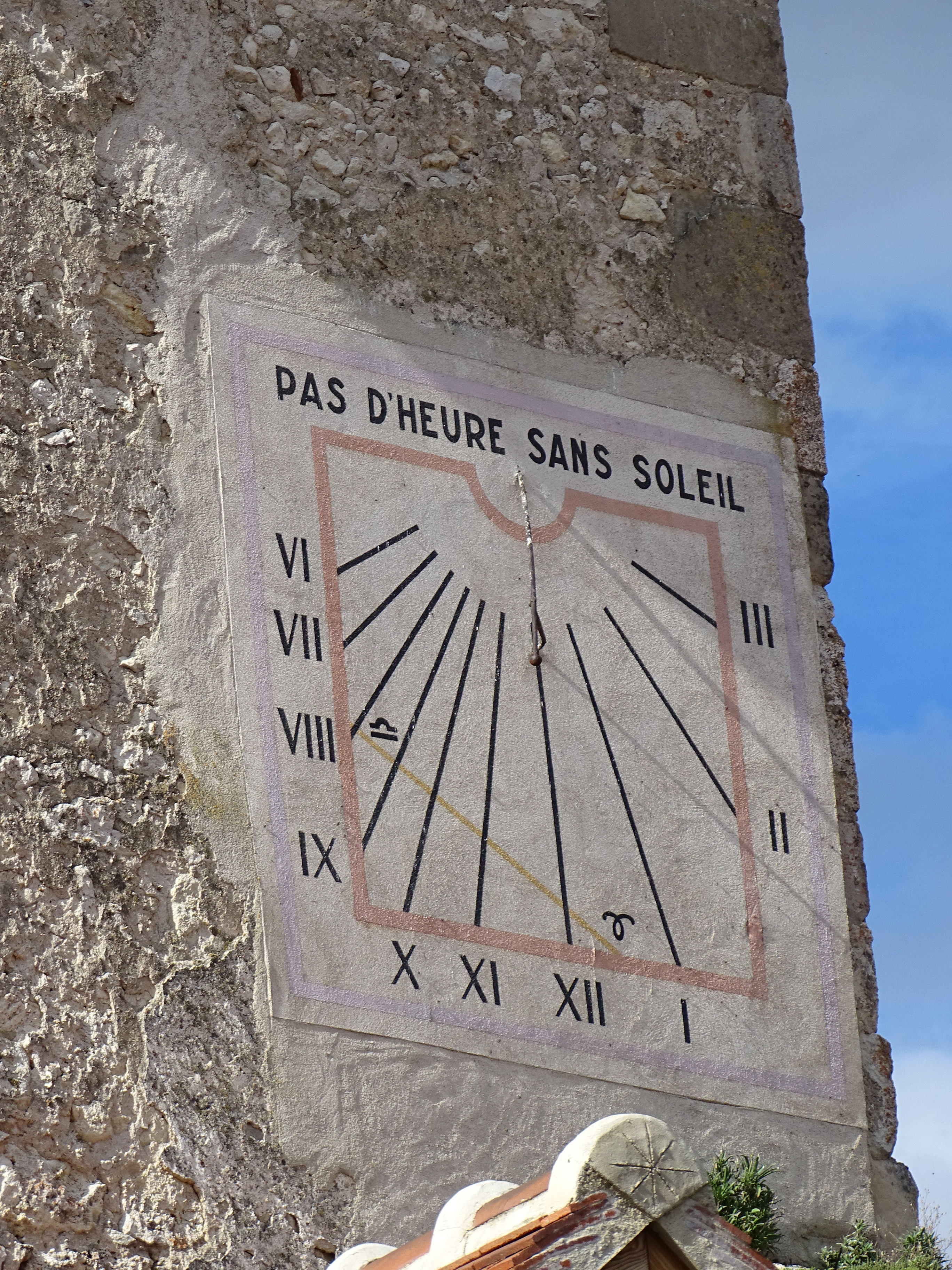
Cadran solaire
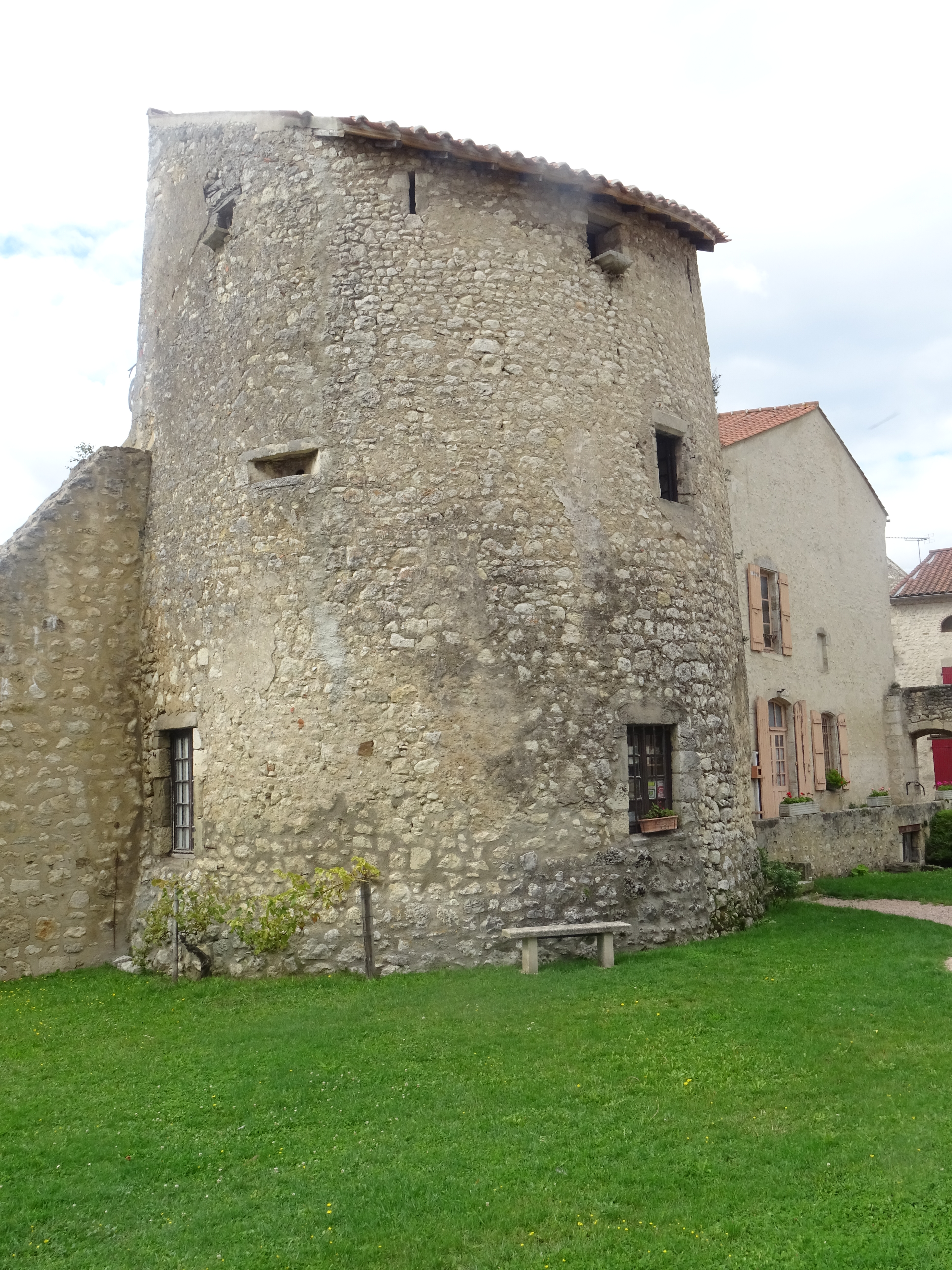
Tour prison

Plein ouest s’ouvrait la porte de Maupertuis dont les traces sont très discrètes à l’inverse de la Porte d’Orient, en réalité au nord-est, qui se dresse au-dessus de la place d’Armes. Celle-ci s’appelait avant
la Révolution place de la Croix des Bœufs. La belle croix en pierre sculptée du XIIe siècle avait dû alors faire place à un arbre de la liberté et, soustraite aux vandales par un dévot Charlois, elle n’est
plus visible qu’au musée de la ville. Quant aux bœufs, ils étaient vendus sur cette place pendant les foires avant même la signature de la charte de 1245 et la tradition s’était maintenue puisqu’un document du 1er septembre 1771 évoque « les vieux bœufs…placés autour de la croix appelée des bœufs ». Le bas de la tour avec son arc date du XIIIe siècle. « Munie d’un toit approprié à cette fin, la porte avait été transformée en un immense pigeonnier ». A l’est, la porte du Guichet tirait son nom du fait qu’il fallait y acquitter le péage.
Seul subsiste le Corps de Garde : c’est là que veillaient les hommes d’armes chargés de surveiller cette entrée, la plus importante de la ville. Sur l’emplacement même de la porte a été construite en 1821 une halle en bonne part spécialisée dans la vente du petit bois (échalas de vigne, sabots, etc) dans le prolongement d’’une longue tradition qui complète cette liste par les sabots, et vesselles.
Avec le temps, les fonctions de la halle ont bien changé. Au début du XXe siècle s‘y tenait tous les lundis un marché où l’on vendait de tout. Deux fois par mois, un étameur « raccommodait les couverts en étain et réparait les fonds de bassines et de faitouts ». S’y tenait également la loue : « lors des vendanges et des moissons, ceux qui cherchaient du travail s’y rassemblaient dès cinq heures du matin pour louer leur force de travail ». A l’est de la halle se dresse en-vis-à-vis le bâtiment contenant mairie, école et archives. La
vieille famille charloise qui l’avait construite l’a vendue à la commune en 1862.

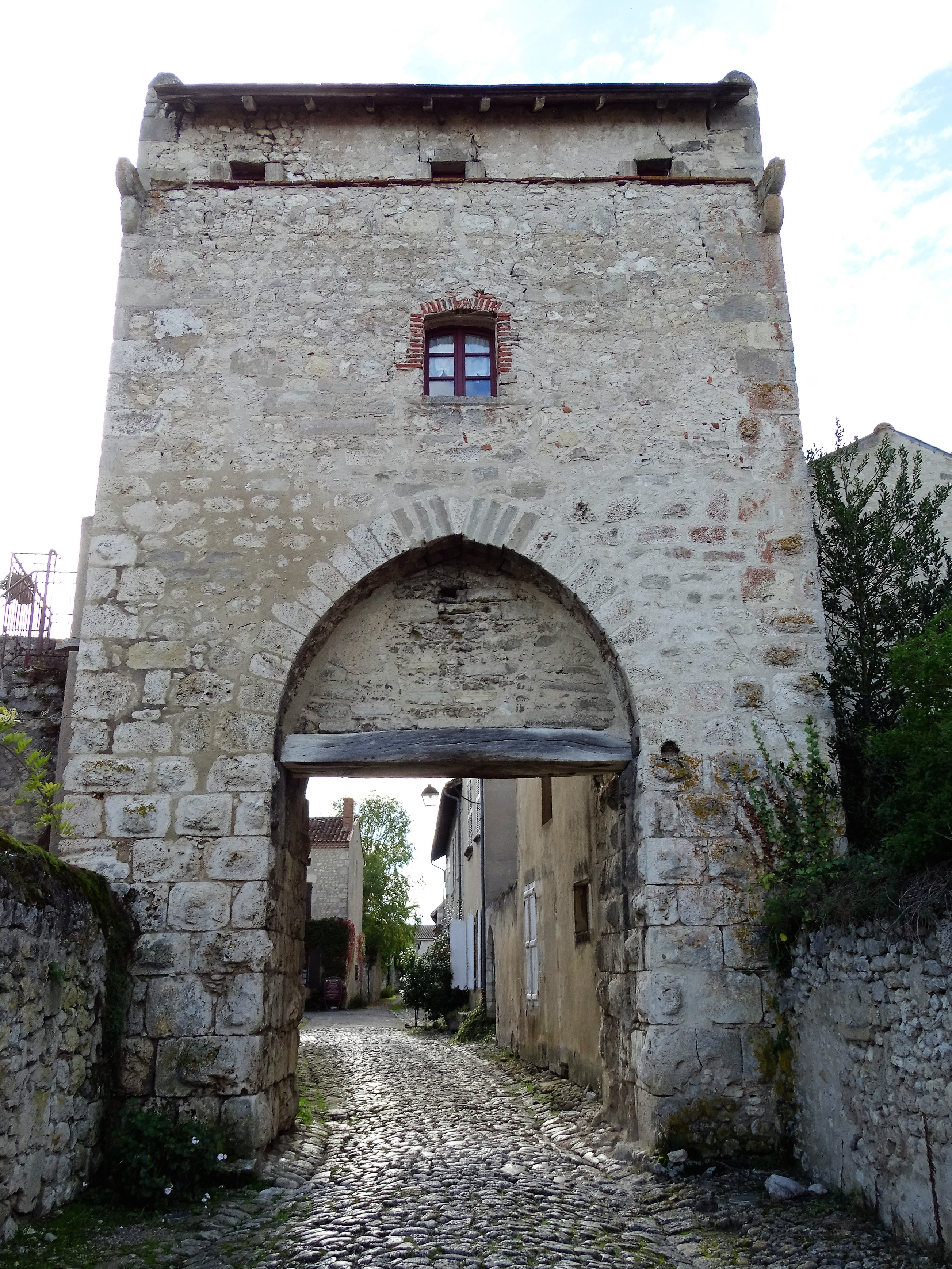
Porte d'Orient
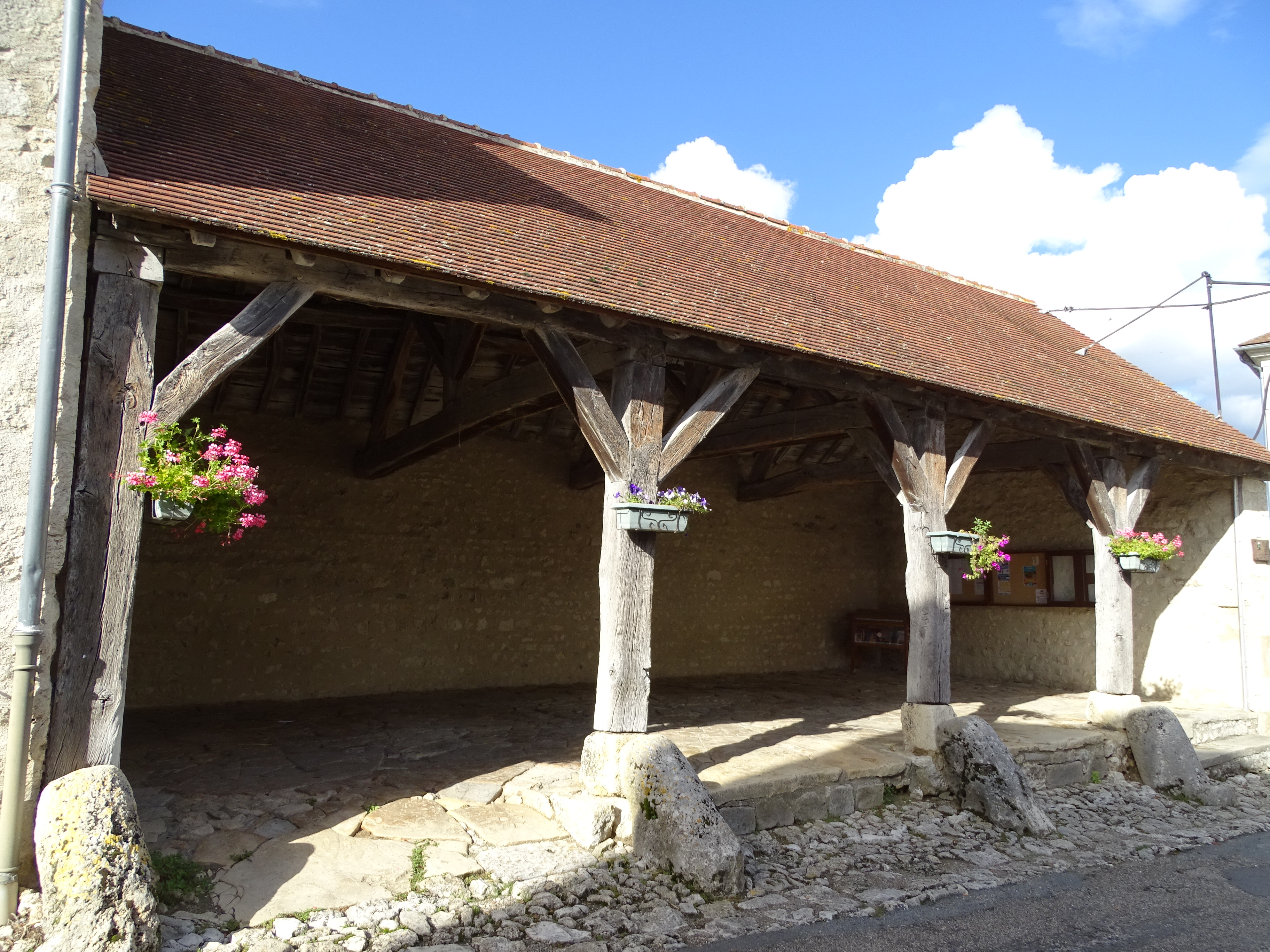
Halles
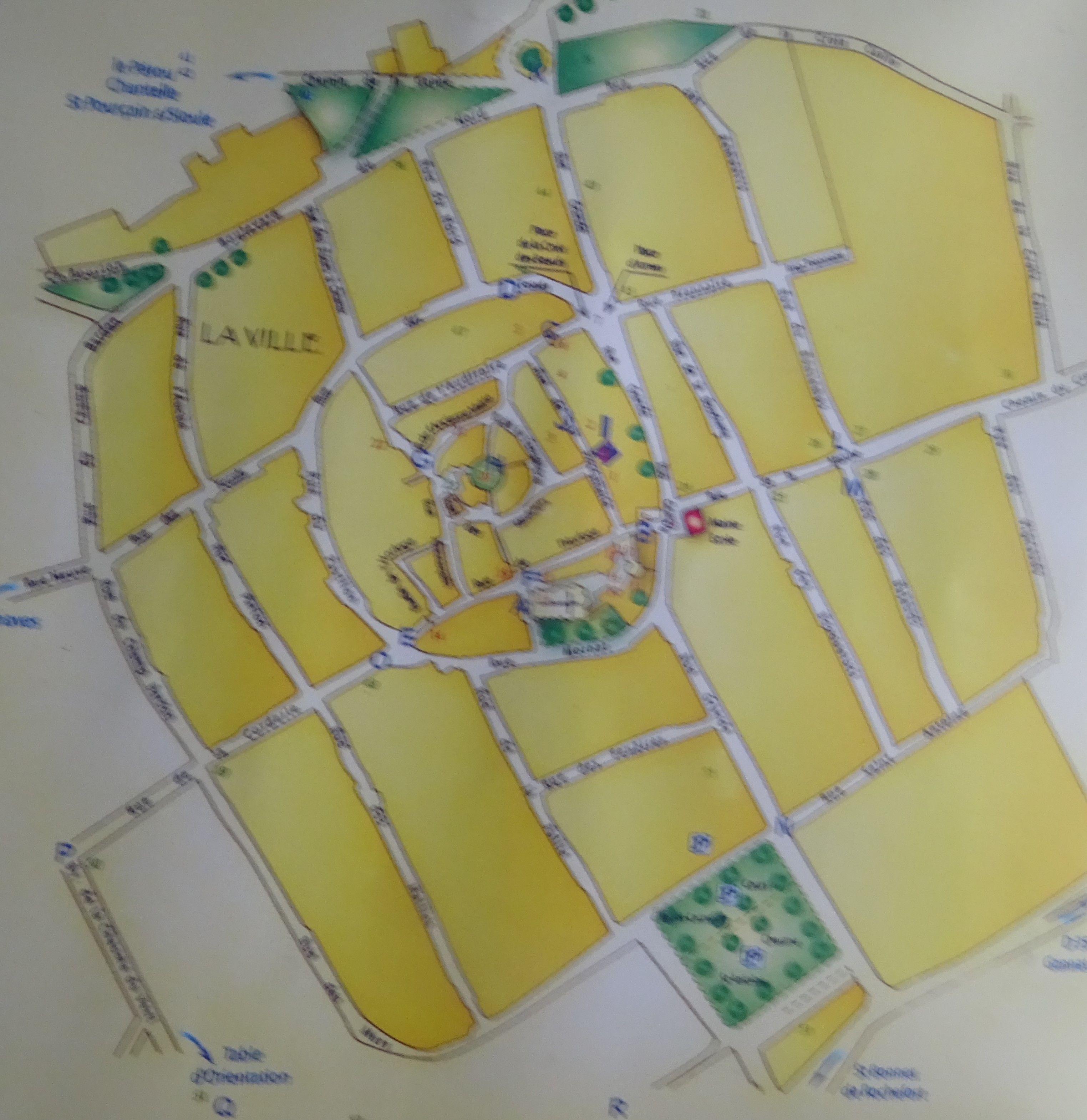
Plan de Charroux

#### Flânerie dans les rues
On peut encore imaginer la vie qui animait autrefois le centre de Charroux en flânant dans les rues. La cour des Dames en est l’endroit le plus propice. Elle tirait son importance de sa position centrale.
Son bel arrondi est enveloppé par les rues concentriques de la première couronne : de l’ancienne mairie, de la Ferraillerie, des Tanneurs et par la place de la Baume. Bien plus encore, c’est dans cette cour que se rassemblaient les gens de Charroux au son du tocsin ou du tambour en cas de guerre ou pour discuter d’affaires concernant l’ensemble de la commune. Quant à son nom, il porte plus à la rêverie que celui de cour des gens d’armes dont il serait la déformation. Le groupe de statue de trois jeunes femmes incline encore davantage dans ce sens.

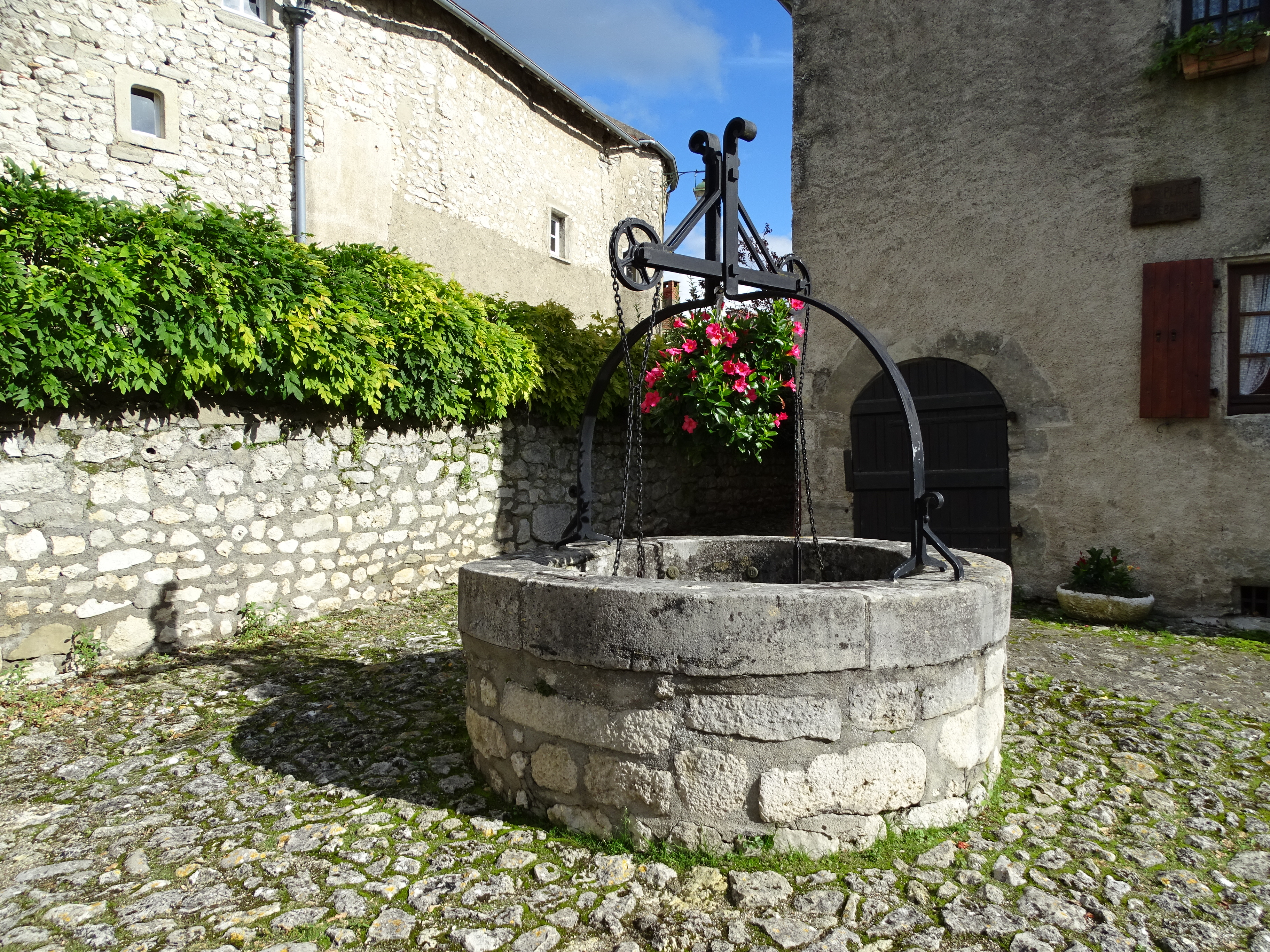
Puits de la place de la Baume
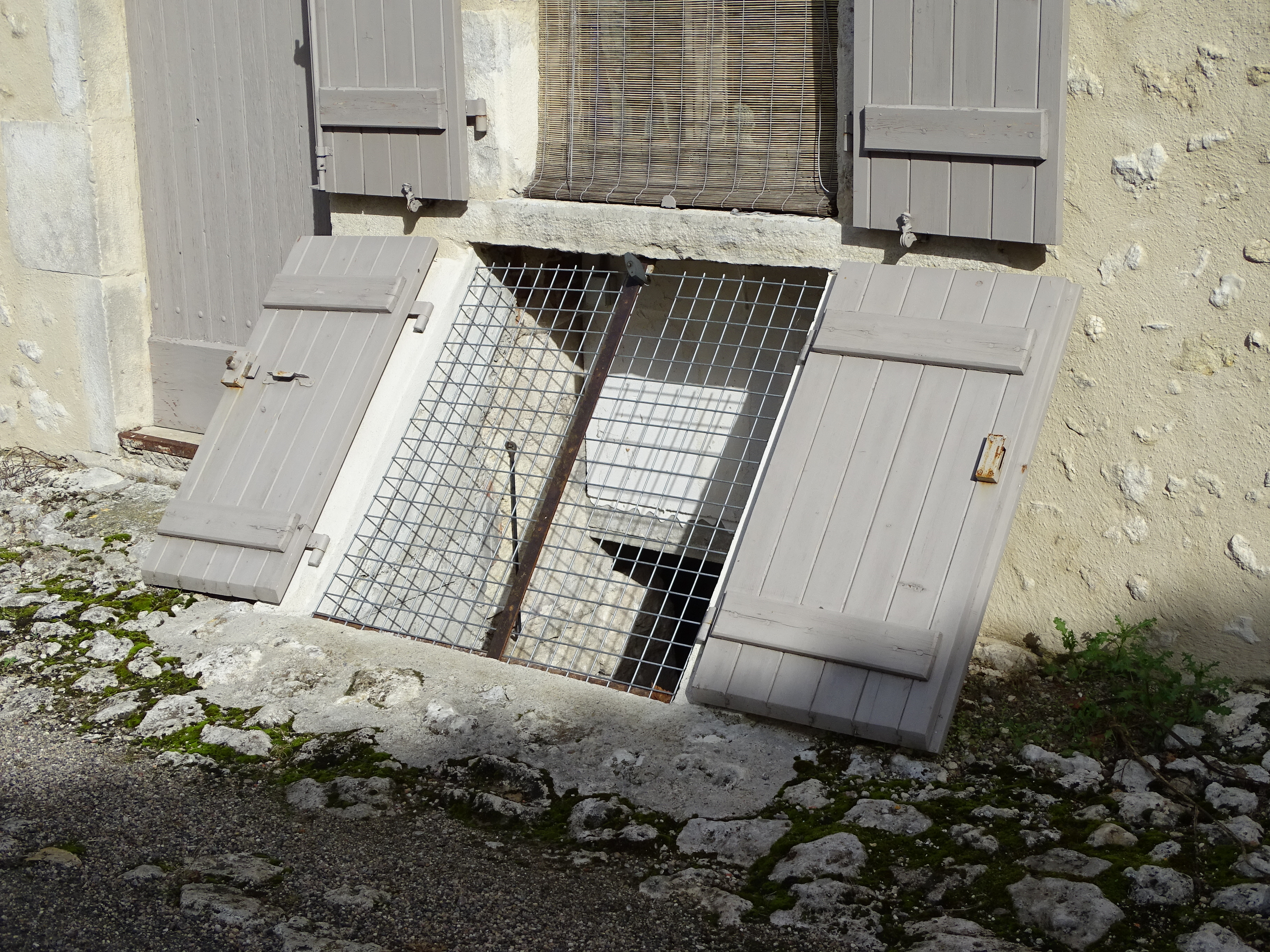
Entrée de cave
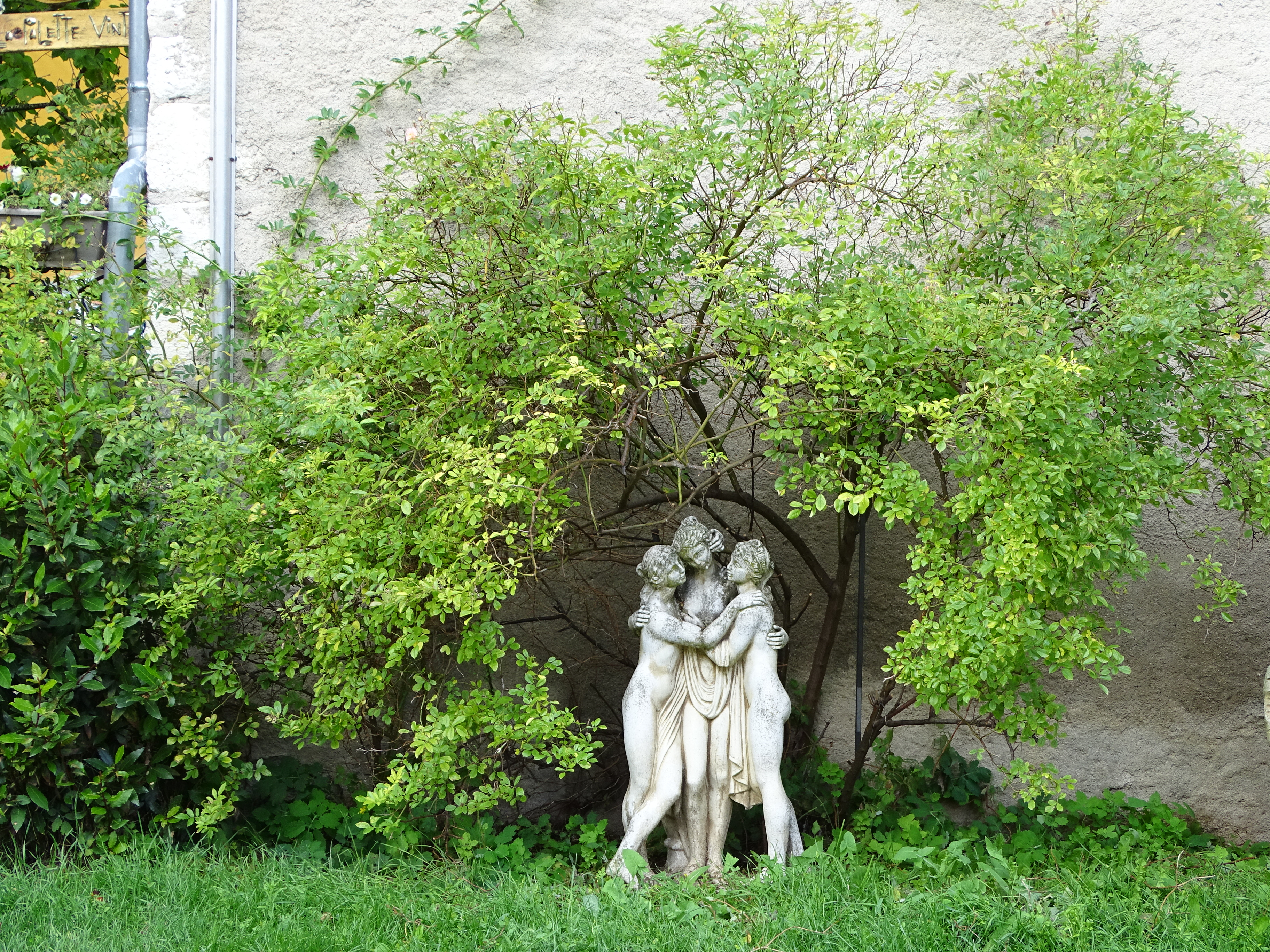
Les trois grâces
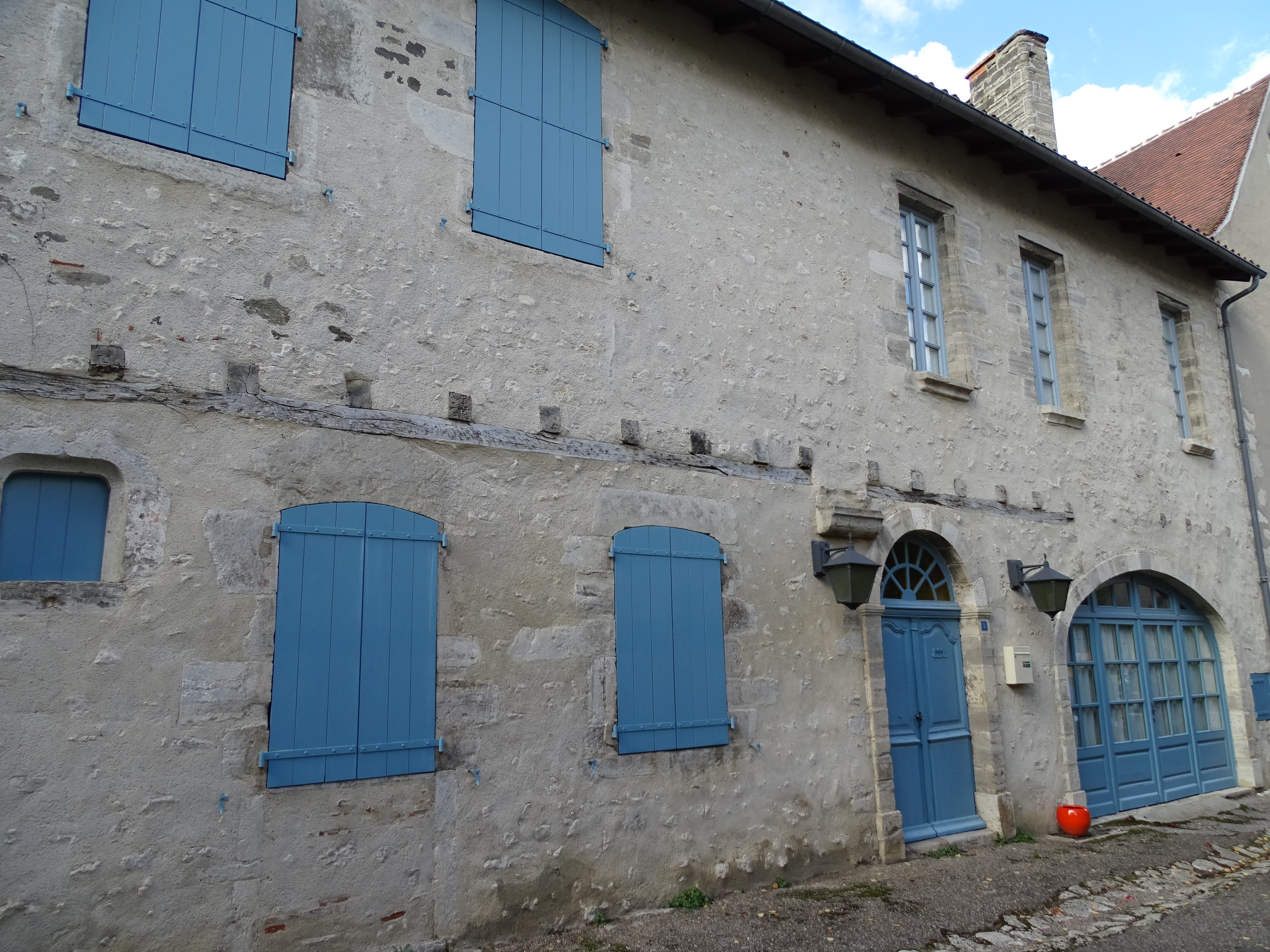
Maison particulière
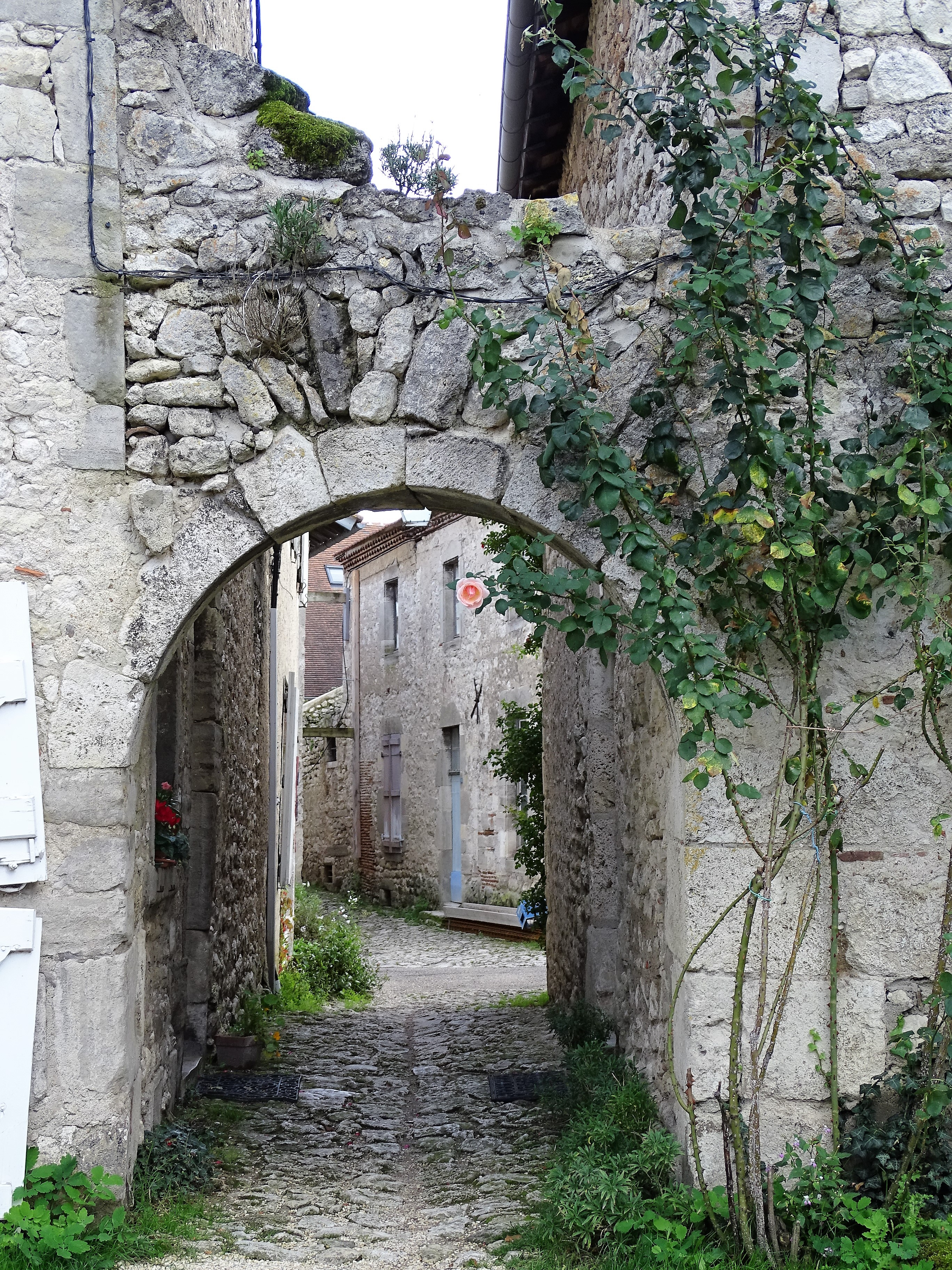
Passage voûté
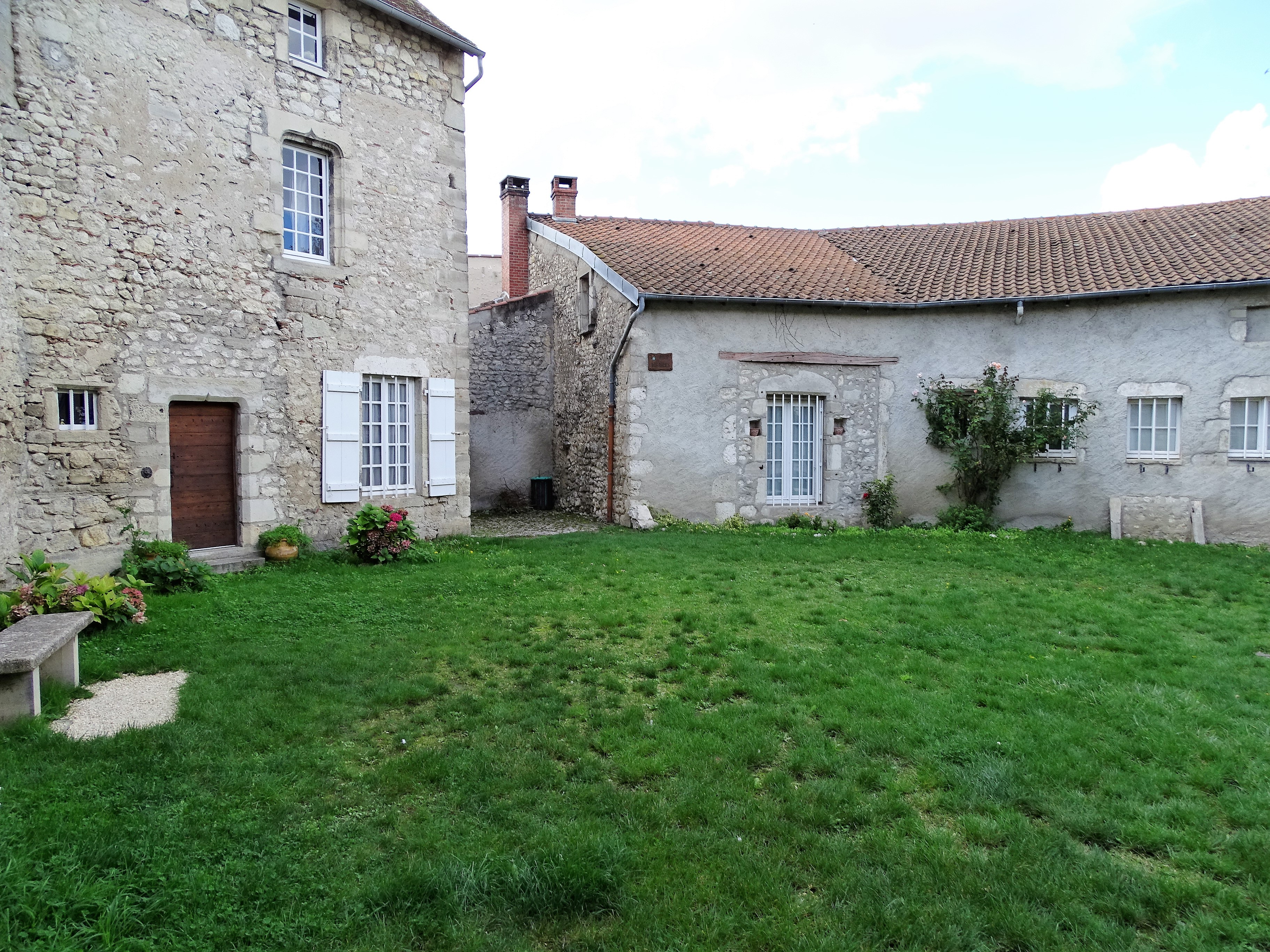
Cour des Dames
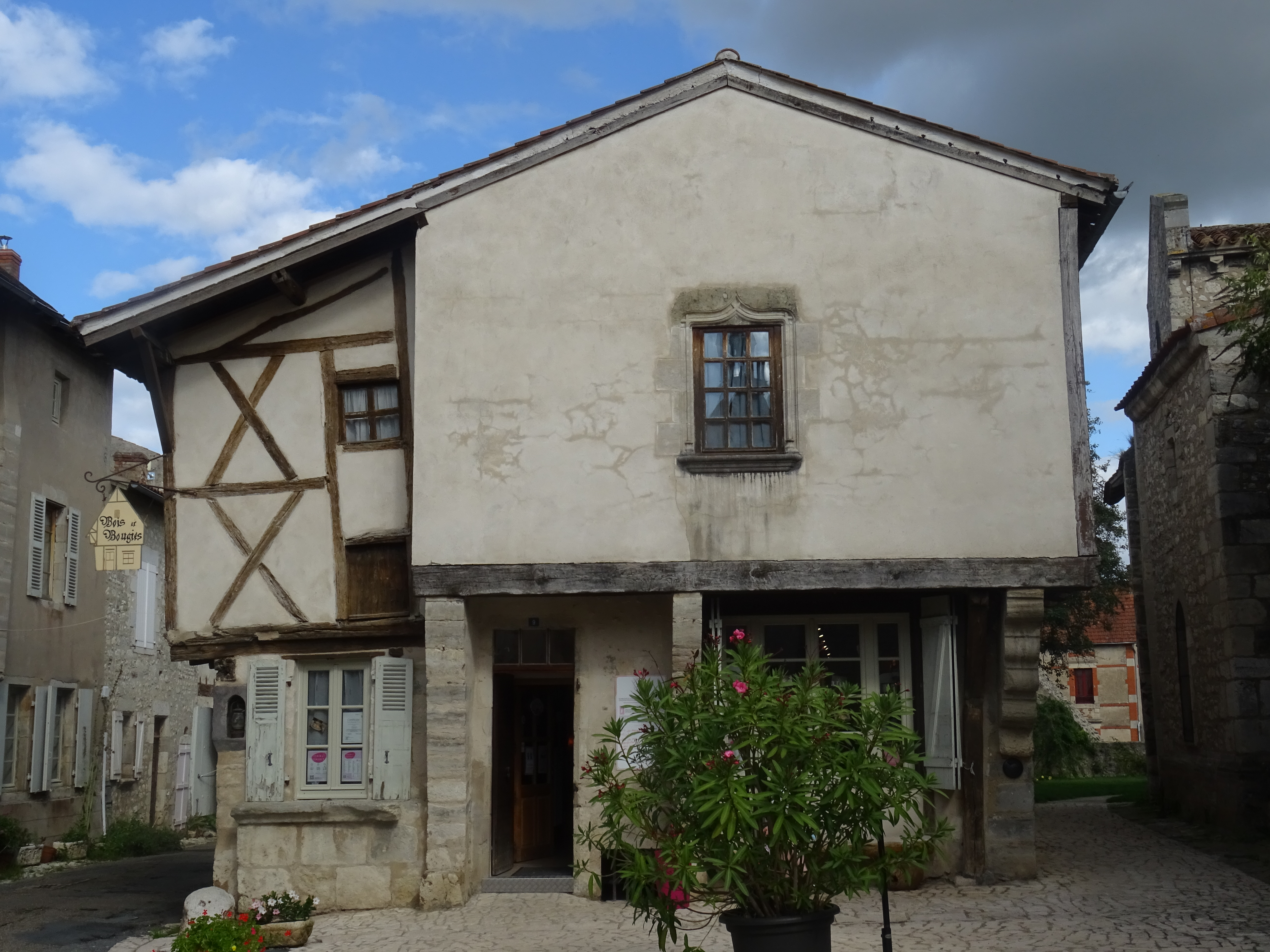
Maison à colombages
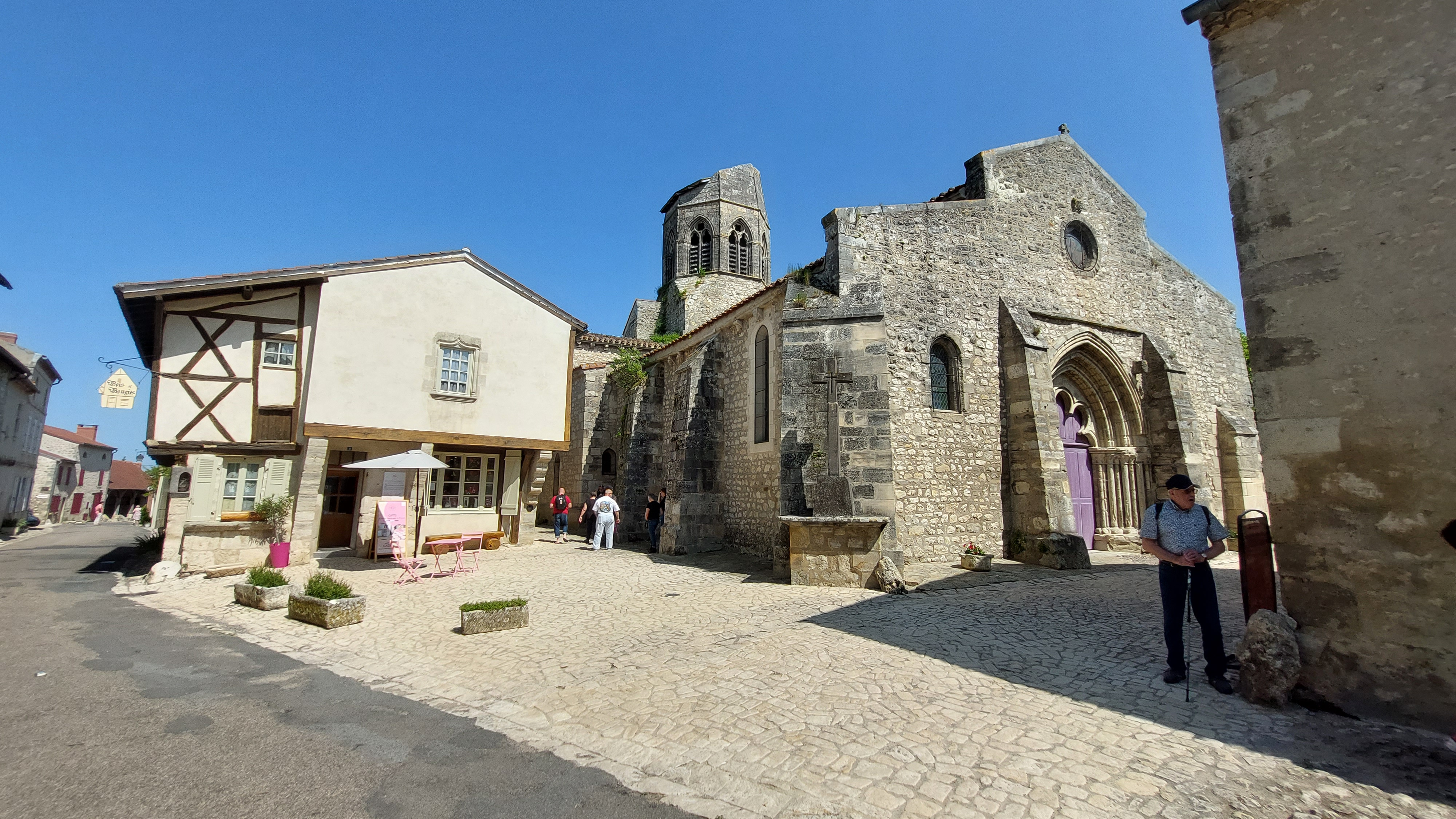
L'église et la maison à colombages

### Gastronomie
Charroux est connue depuis le XVIIIe siècle pour sa moutarde artisanale.

### Personnalités liées à la commune
- Étienne Boirot (1779-1849), député de l'Allier (1834-1839), maire de Charroux (1831), conseiller général de l'Allier (1839-1849).
- Bernard Lugan (né en 1946), conseiller municipal de Charroux (2001-2008)
- Guy Renne (1925-1990), artiste peintre.

### Héraldique
| Blason de Charroux | Blason  | De sinople à un chariot d'argent.                                 |
| Blason de Charroux | Détails | Armes parlantes. Le statut officiel du blason reste à déterminer. |